# 潜水艦

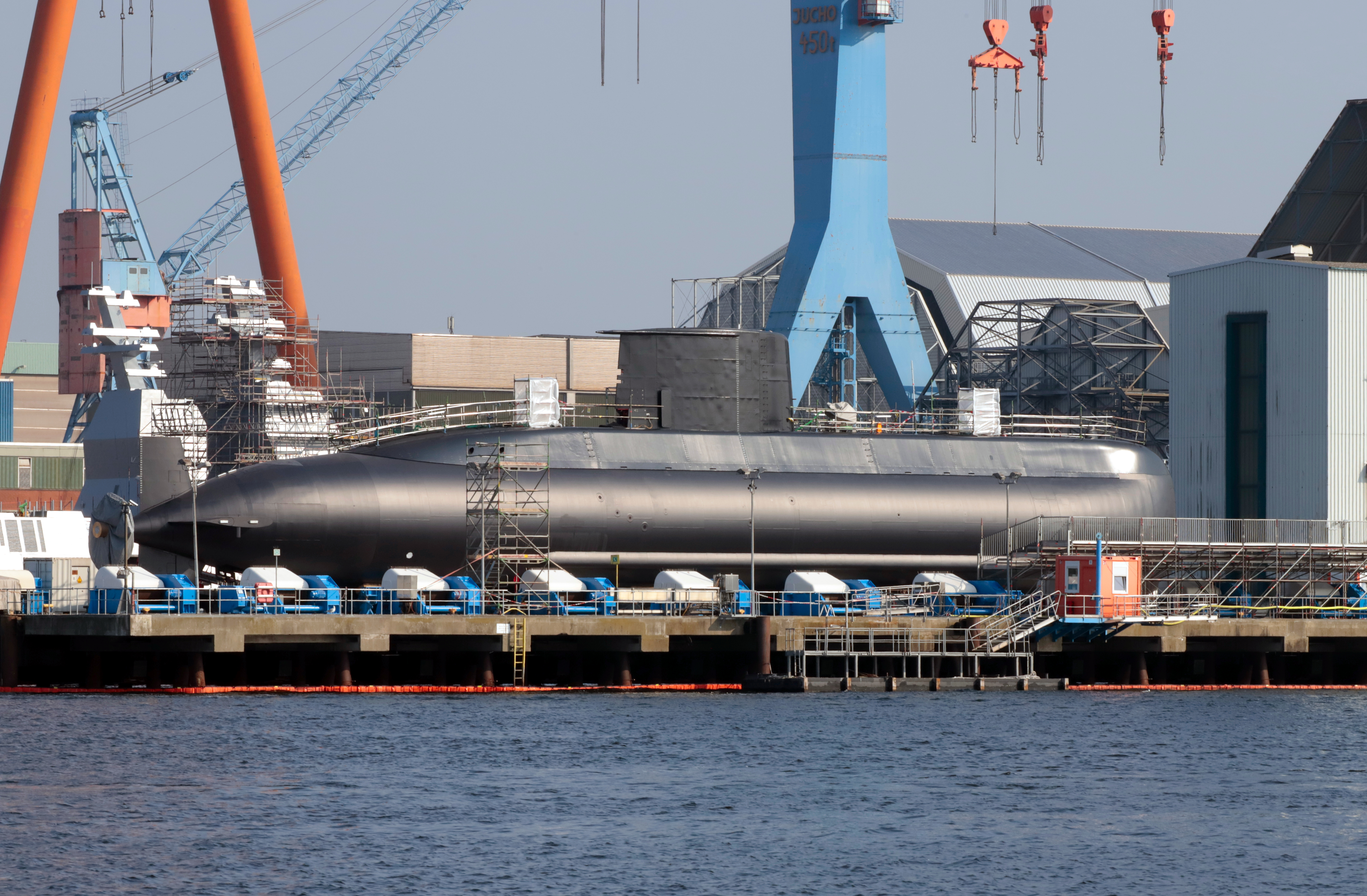
エジプトの209型潜水艦
Uボートで有名なドイツは現在潜水艦の輸出で成功している。

潜水艦（せんすいかん、英語: submarine）は、水中航行可能な軍艦である。小型の軍用・民間用の水中航行可能な船は潜水艇と呼び区別される。

## 概要

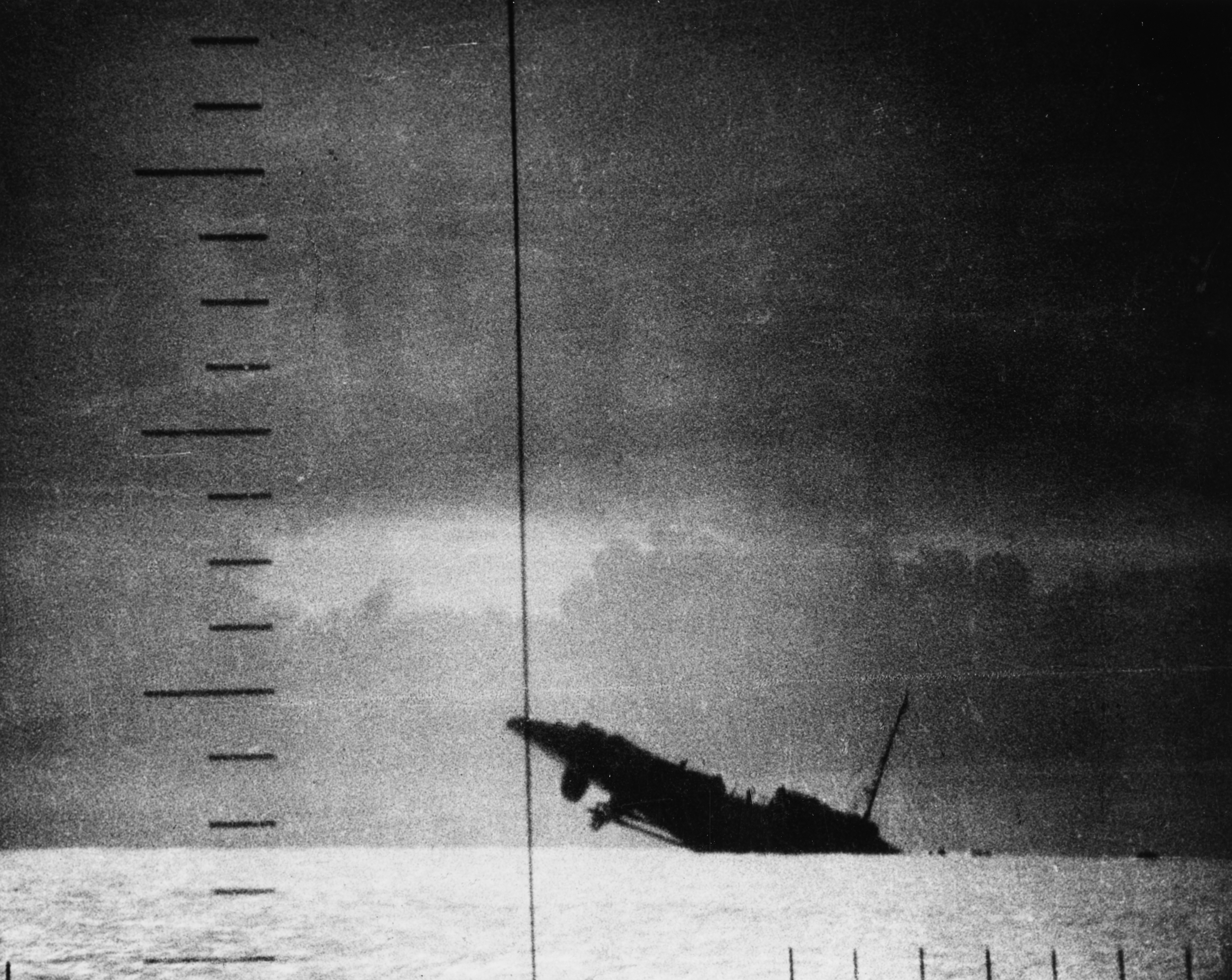
潜望鏡から撮影された、米潜水艦「シーウルフ」の雷撃を受けて沈みゆく日本の第39号哨戒艇。有効な対潜センサー/兵器がなければ、水上艦は潜水艦にとっての“獲物”にすぎない。

戦艦、空母、巡洋艦、駆逐艦などの水上艦と潜水艦とを分ける最大の違いは、潜水艦が水中を航行できることである。特に第二次世界大戦以降の潜水艦は水中航行を主な目的としている。
レーダーの電波や可視光線がほとんど届かず、数少ない捜索手段として有効な音さえも水の状況で伝播状況が複雑に変化する水面下で「深く静かに潜航」した潜水艦を探知・撃沈することは、最新鋭の探知装置と対潜兵器を備えた現代の対潜部隊にとっても容易なことではない。潜水艦は自らの存在を気づかれることなく、敵哨戒網を突破して敵艦艇や輸送艦、輸送船を沈め、機雷を敷設し、そのほか特殊部隊の潜入支援や情報収集任務などに運用することができる。潜水艦のなかには巡航ミサイルによる遠距離攻撃、さらには核弾頭を搭載した潜水艦発射弾道ミサイル（SLBM）の運用が可能なものも存在する。また、敵の潜水艦を攻撃したり、水上艦を敵の潜水艦から護衛したりすることもある。
そして水面下の「どこか」に魚雷、あるいはミサイルを持った潜水艦がいるという事実（「はったり」のこともあるが、それは潜水艦を探知するか、潜水艦から攻撃を受けない限りわからない）は敵に対して心理的圧力をかけ、結果として抑止にもつながるのである
。
その意味で潜水艦の持つ最大の武器は隠密性にある。潜水艦がたびたび「究極のステルス兵器」（Ultimate stealth weapon）と呼ばれ、潜水艦部隊が「沈黙の軍隊（あるいは不言実行の軍隊）」（Silent Service）と称されるゆえんである。
潜水艦は隠れることで真価を発揮するため、浮上しないことが望ましい。海中から航空機を攻撃することは難しく、対潜哨戒機には一方的に捜索・攻撃されることが多い。対空兵装を備えた潜水艦も一部にある ものの、攻撃すれば存在を知らせることになるため対空装備を有しないのが基本である。

## 発達史
黎明期

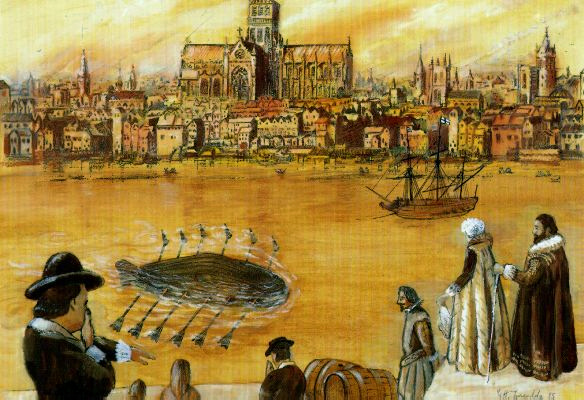
ドレベルの潜水艇（17世紀）

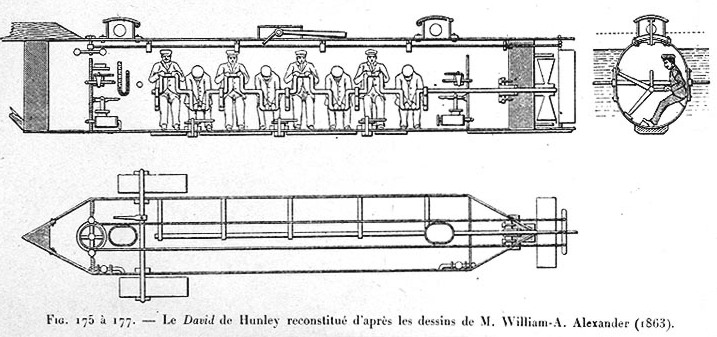
「ハンリー」の内部構造のスケッチ。9人がかりでスクリューを回転させ航行する（1863年）

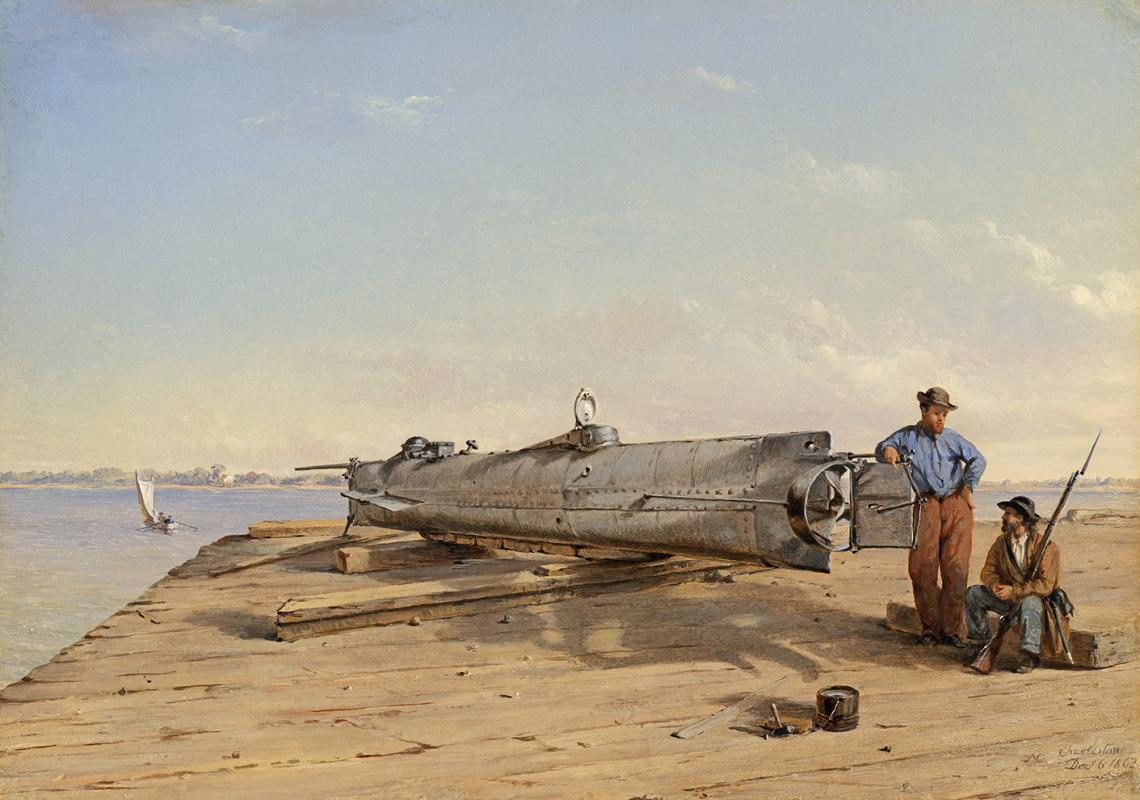
Conrad Wise Chapmanが描いた潜水艇H・L・ハンリー

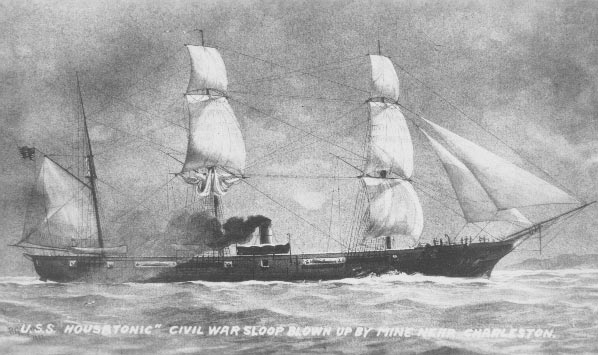
潜水艇 H・L・ハンリーに沈められたスループ艦 USS Housatonic

近代以前に構想または建造された潜水艦は以下のようなものがある。
当初は攻撃には、目標の下を通り抜けて浮上して曳航式の機雷をぶつける、もしくは、長い棒の先に外装水雷を付けてぶつける方法が考えられた。しかし、これらの方法は敵に接近する必要があることから危険性が高く、爆発時の衝撃が潜水艦にもダメージを与え、移動中の目標には使えない方法であった。
- 1620年
  - オランダ人コルネリウス・ドレベルがイギリス海軍向けに発明した潜水艇。櫂（かい）による人力推進。実戦投入はされなかった。
- 1776年
  - デヴィッド・ブッシュネルが開発したタートル潜水艇が登場。実際に建造され実戦投入された最初の潜水艇。本艦は卵形船体で乗員数は一人、人力駆動の螺旋型推進装置を装備しており、アメリカ独立戦争時に米国が使用したが、敵艦艇撃沈には至らなかった。
- 1864年
  - アメリカ南北戦争で、南軍が人力推進型のハンリー潜水艇を投入。2月17日夜に、サウスカロライナ州チャールストン港外で、同港を封鎖中の北軍木造蒸気帆船「フーサトニック」を外装水雷により撃沈。史上初となる潜水艇による敵艦撃沈記録であった。しかしハンリー潜水艇も近距離で爆圧を受け沈没・乗員も死亡した[10]。
  - 当時は潜水艇は敵味方双方から卑怯な兵器とみなされていた。潜水艇「デイヴィッド」に襲撃された装甲艦「ニューアイアンサイズ」の艦長は、「文明国で認められていない兵器を用いた罪で」裁判にかけて絞首刑にすると同艦を襲撃時に捕虜になったデイヴィット艇長を脅した。
  - 最初の動力潜水艦である、フランス海軍の「プロンジュール」が潜水試験に成功。12.5バールに加圧された圧縮空気をタンクに貯蔵し、これを利用するレシプロ式の空気エンジンで推進した。エンジンは80馬力を発揮し、4ノットの速度で5海里の航続距離があった。最大潜行深度は10mで、武装は衝角と電気発火式の外装水雷であった。
- 1866年
  - イギリスで技術士官ロバート・ホワイトヘッド（英語版）によって史上初めての魚雷であるホワイトヘッド魚雷が開発された[9]。
- 1867年
  - カタロニア人ナルシス・ムントリオルがスペイン海軍の援助を受けて、潜水艦「イクティネオII」を非大気依存推進させることに成功した。
- 1870年
  - ジュール・ヴェルヌが架空の潜水艦「ノーチラス号」の登場する小説『海底二万里』を発表。沿岸航行がせいぜいだった当時、外海を自由に航行できる航洋型潜水艦が描かれている。
- 1888年
  - 電気モーターで推進する最初の潜水艦である、フランス海軍の「ジムノート」が完成。
- 1888年
  - オスマン帝国海軍の「アブデュルハミト」が、水中からの魚雷発射により停泊中の艦艇の攻撃に成功。
- 1898年
  - フランス海軍の「ギュスターヴ・ゼデ」が、航行中の水上艦艇に対する魚雷攻撃演習に成功。

最初の近代潜水艦
- 1900年

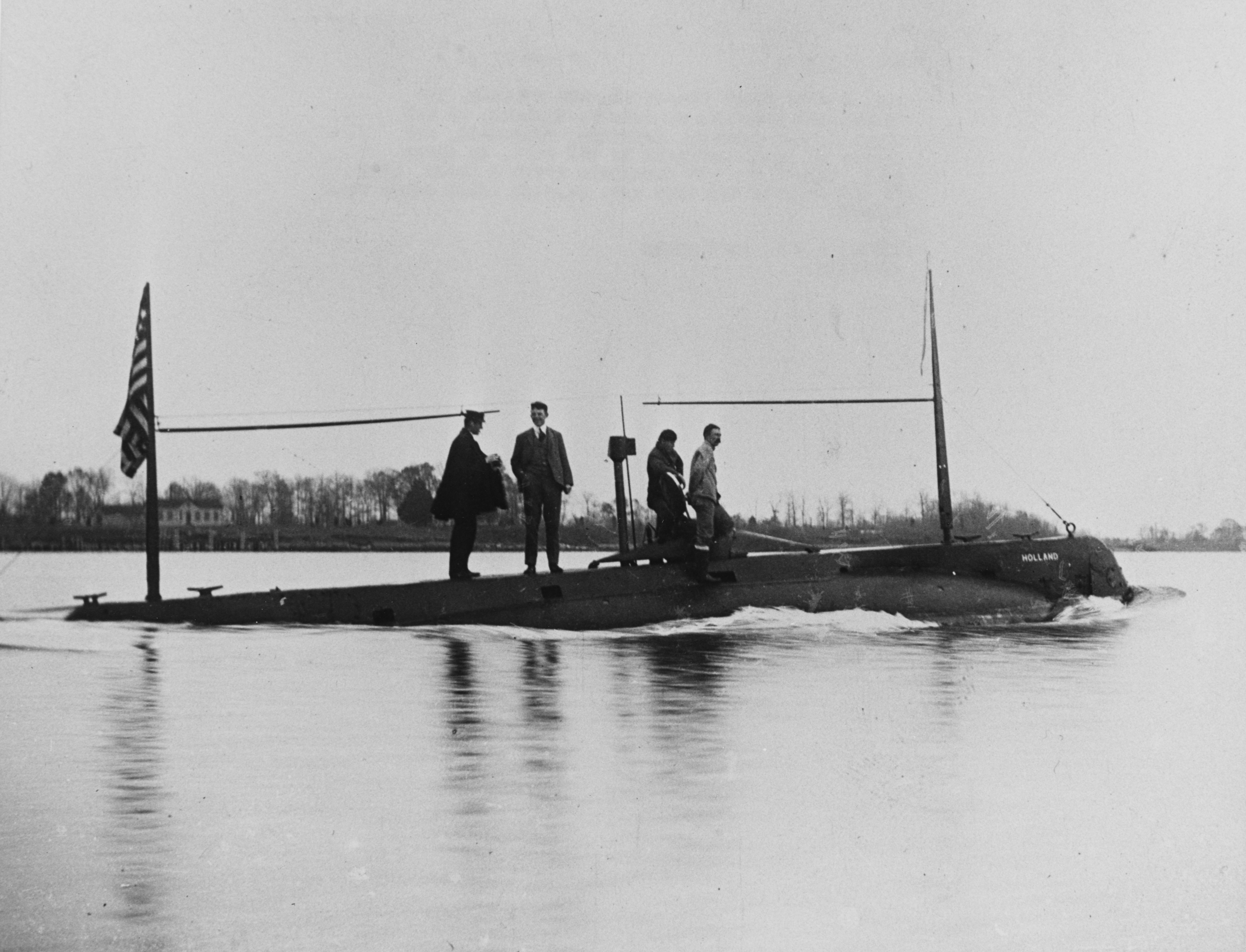
USS Holland（1900年就役）

  - 近代潜水艦の父と呼ばれた造船技師、ジョン・フィリップ・ホランドによって設計された潜水艦ホーランド号がアメリカ海軍に就役した。ホーランド号は主機のガソリンエンジンと電動機の直結方式であり、内燃機関によって推進する近代潜水艦の元祖であった。
- 1910年代
  - ロシアを皮切りにドイツなどで機雷敷設型潜水艦が建造され、秘密裏に機雷敷設任務が行われることを期待された。

第一次世界大戦期
ホーランド号の就役以降、世界各国で潜水艦が注目されるようになり、列強海軍はこぞって潜水艦の建造に着手した。初期の潜水艦はガソリンエンジンが主流であったが、まもなくディーゼルエンジンに代替された。当時の潜水艦は、排水量100から1,000t、水上速力10kt、最大潜航深度100m程度であった。
潜水艦の本格的活躍は第一次世界大戦からとなる。逸早く潜水艦を有効利用したのはドイツ帝国であった。Uボートと呼ばれたドイツ潜水艦は、開戦直後の1914年9月、独海軍潜水艦が潜水艦の魚雷で沈められた偵察巡洋艦パスファインダーを皮切りに英巡洋艦4隻を撃沈したのを始め、次々と英国軍艦・貨客船を無差別に撃沈する無制限潜水艦作戦を行い通商破壊に活躍した。
英国の商船隊は大打撃を受け、英国経済を瀕死に追い込んだ。これに対して1915年6月23日に連合国側は、偽装船Qシップによって釣りだされた潜水艦をだまし討ちしようとした。しかし、これらの効果は芳しくなかった。
1915年7月、ルシタニア号撃沈により米国人多数が巻き添えとなる事件が発生した。これにより、当時の中立国であった米国の参戦を恐れたドイツ皇帝は無制限潜水艦作戦で攻撃する際の条件に厳しい要求を突きつけ、1915年9月以降は英国船舶への攻撃に消極的になり、その戦果は減少した。
ルシタニア号によって多数の武器が輸送されていたが、イギリスとアメリカの工作で隠蔽され、さらに悲劇的・大々的に扱われアメリカ開戦の理由ともなった。
その後、ドイツ帝国は戦局挽回のため1917年に無制限潜水艦戦を再開し、独海軍潜水艦隊は一時的に大戦果を上げた。しかし、英国が護送船団を採用すると、戦果は激減した。さらには英商船への無差別攻撃は米国の参戦を招き、第一次世界大戦敗北の一因となった。
第一次世界大戦では、ドイツ帝国海軍は381隻の潜水艦を就役させ、その内の178隻を喪失したが、終戦までに約5,300隻・1,300万トンに及ぶ艦船を撃沈する戦果を上げ、大西洋の狼・Uボートは世界にその名を轟かせたのであった。
戦間期

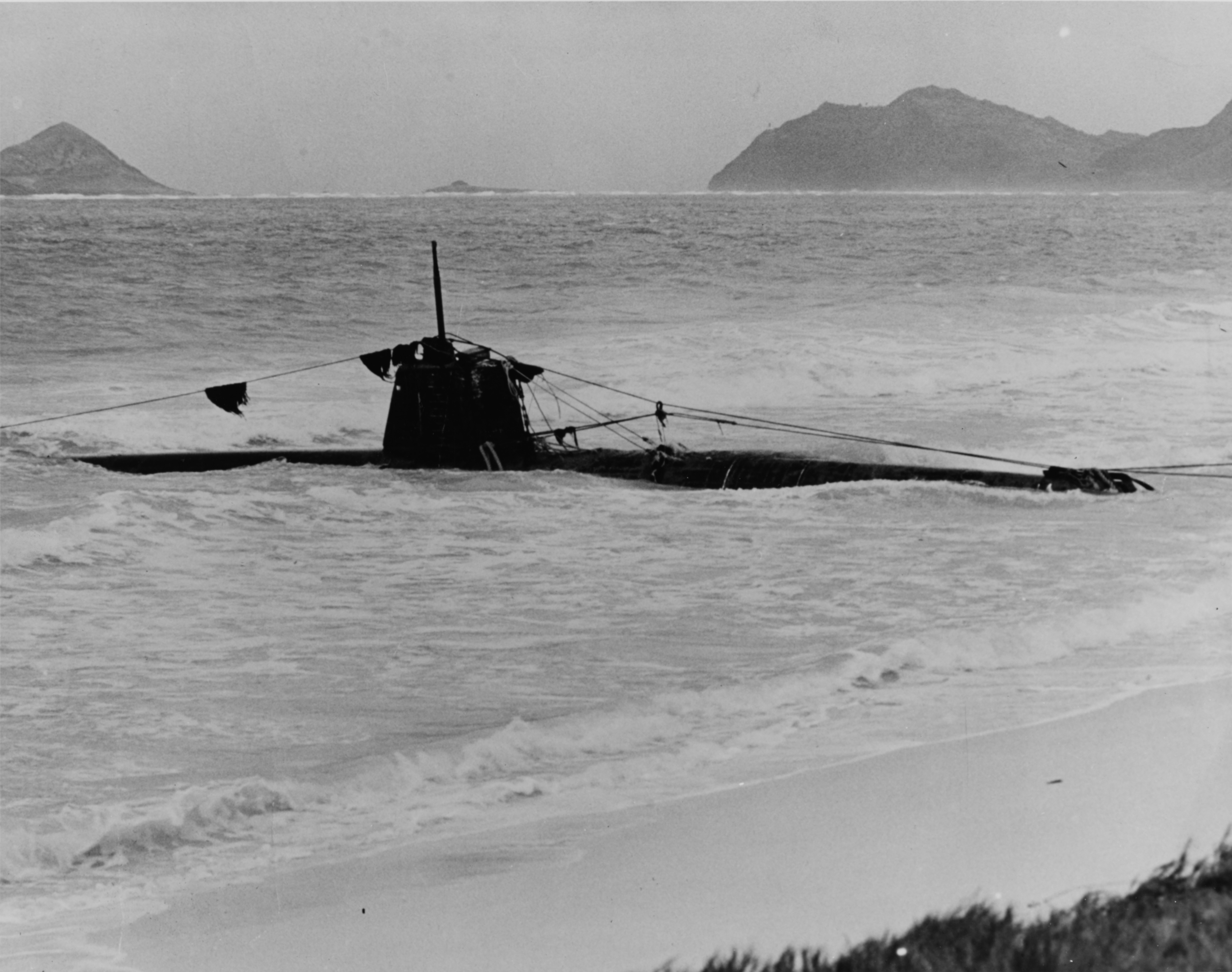
日本の特殊潜航艇、甲標的。写真の潜航艇は酒巻和男少尉と稲垣清二等兵曹が搭乗していた甲標的、アメリカ軍側の識別名でいう「ハ19」。

第一次世界大戦におけるUボートの活躍により潜水艦の有効性が立証され、各国は本格的な潜水艦隊運用に乗り出した。
1930年、ロンドン海軍軍縮会議で各国の潜水艦の保有排水量を制限した。
第二次世界大戦
第二次世界大戦では、各国の潜水艦が通商破壊だけでなく戦艦や空母を含む戦闘艦撃沈の成果を上げて威力を発揮した。ドイツは開戦当初から潜水艦を活用して無制限潜水艦作戦を行った。第一次世界大戦では単独での運用が行われていたが、潜水艦集団で護送船団を追い詰める群狼作戦を行った。しかし、アメリカ側も同じく群狼作戦を採用し、物量とレーダーと無線機を用いて、大西洋と太平洋を席巻した。
連合国側は、空母に搭載した偵察機とサーチライト、磁気センサ、ソノブイで潜水艦を探し出していた。
この頃までは対水中攻撃に使える精度が高いホーミング魚雷が本格的に導入されていなかったため、水中を3次元的に移動する潜水艦同士の戦闘は困難であった。
潜水艦が潜水艦を撃沈した例としては、1945年2月に、ノルウェーのベルゲン沖で英潜水艦「ヴェンチャラー」が、潜望鏡深度を航行中の独潜水艦U-864をソナーで探知、数度シュノーケルを潜望鏡で目視したのちソナーで追撃して雷撃し、撃沈した例、1943年11月に第三次遣独潜水艦作戦の帰途についていた伊三十四がペナン島沖で洋上航行中に英潜水艦「トーラス」に撃沈された例がある。
また、双方による攻撃が行われた例としては、 1943年7月にステフェン海峡で行われた米潜水艦「スキャンプ」と日本の伊号百六十八との間で行われた戦闘がある。
しかしいずれも撃沈された潜水艦は洋上またはそれに近い深度での航行中であり、現代において一般にイメージされる潜水艦同士の戦闘とは異なる。
 イギリス
自国の商船部隊を壊滅寸前にまで追い込まれたイギリスは、ヴェルサイユ条約でドイツに対し潜水艦保有を禁止させ、 また新型の対潜兵器の開発などに注力しようとしたが、財政難による軍事費削減の影響で、戦間期において対潜作戦の技術は停滞していた。
 ドイツ国

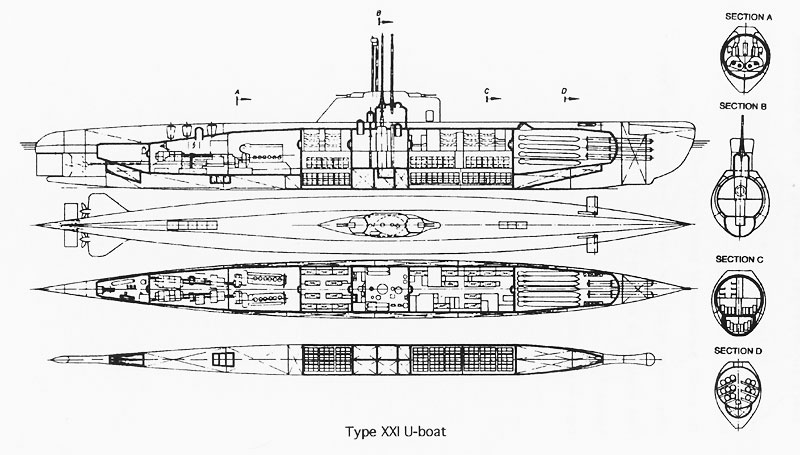
ドイツのUボートXXI型

ヴェルサイユ条約により潜水艦保有を禁じられたドイツであったが、1935年の再軍備宣言と英独海軍協定締結以後は建造を再開する。第二次世界大戦開始時、ドイツ海軍は再建途中であった。そのため、完成に時間が掛かる水上戦闘艦艇の建造を後回しにして潜水艦量産に注力し、Uボート部隊は前大戦同様に対英通商破壊に投入された。第二次世界大戦でのUボートの主力は、UボートVII型とUボートIX型である。
当初は英国貨客船を多数撃沈したが、後に連合国軍が新型対潜兵器や護衛艦・対潜哨戒機を多数投入するようになると、逆にUボート側が多数撃沈されるようになった。
これに対し、独側もUボートの性能向上を図り、シュノーケルやヴァルター機関などの新技術の開発や、奇跡のUボートと呼ばれたUボートXXI型を大戦末期に投入したが、戦況挽回には至らなかった。
 日本
大日本帝国海軍は潜水艦を艦隊決戦における敵艦隊攻撃用に投入することを意図し、海大型潜水艦と巡洋潜水艦の二系列を中心に建造した。巡洋潜水艦は水上機を搭載したのが特徴で、航続力と索敵力に優れた偵察型であった。対して海大型は、水上速力と雷撃力に優れた攻撃型であった。伊四百型潜水艦は第二次世界大戦で就役した潜水艦で最大であった。
速度を重視して夜間の奇襲を繰り返すゲリラ戦で疲弊させる追躡接触反復攻撃を行うつもりであったが、演習の時点からうまくいかないことが分かっていた。そして、太平洋戦争では、開戦前に想定されていた艦隊決戦は起こらず、目立った活躍はなかった。
インド洋での通商破壊や、南方への輸送任務などに投入されたが、米海軍艦艇の優秀な対潜兵器の前に多くが撃沈されていった。
隠密性を生かして伊号第十七潜水艦はアメリカ本土砲撃を行い、艦載機を搭載した潜水空母となった伊号第二十五潜水艦がアメリカ本土空襲を行う作戦を行った。
 アメリカ合衆国
アメリカ海軍もドイツ同様、潜水艦を対日通商破壊に投入した。米潜水艦は高性能なレーダーやソナーなどにより、電子兵装の劣る日本艦船を次々と撃沈していった。米潜水艦の活躍により日本商船隊は壊滅させられ、対日戦勝利に大きく貢献した。
第二次世界大戦後

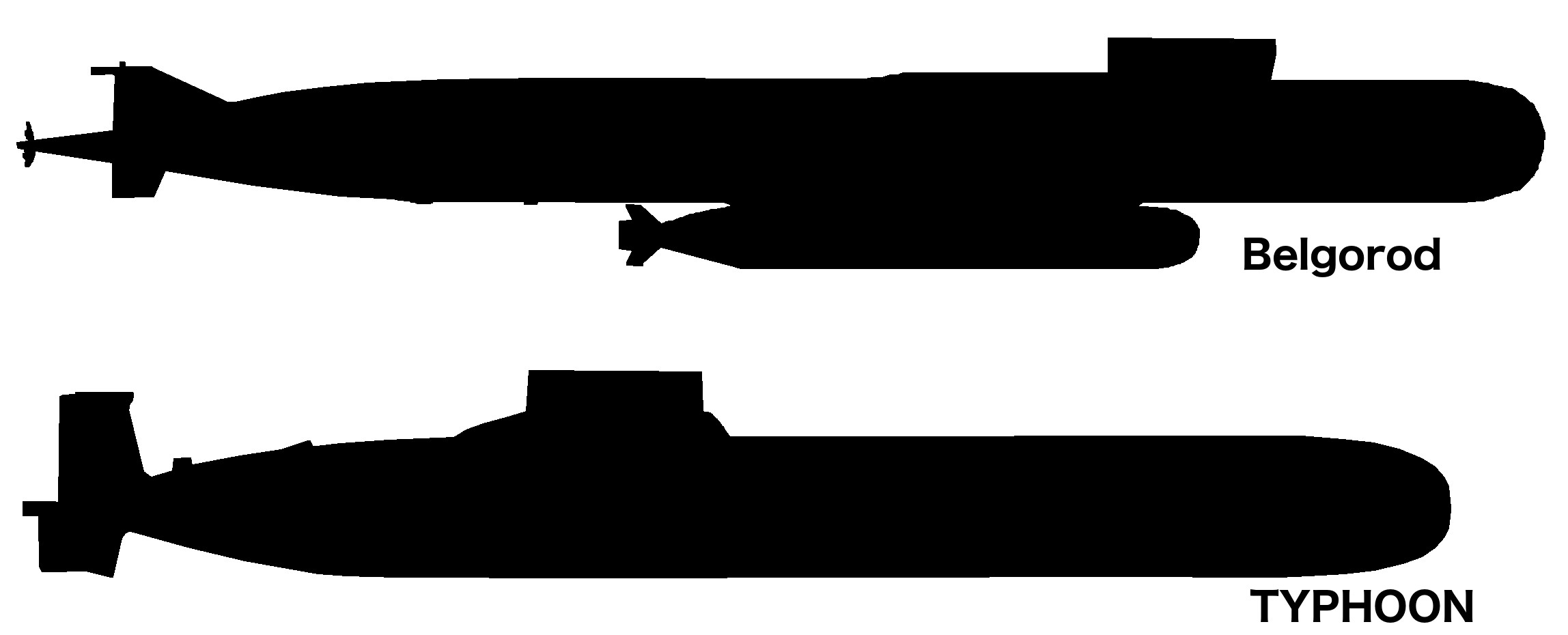
K-329 ベルゴロド。世界最大のサイズを持つ潜水艦である。

1955年に完成した米海軍の「ノーチラス」は、原子炉と蒸気タービンを採用した、史上初の原子力潜水艦であった。本艦は水中速力20ノット、潜航可能時間は3ヶ月間前後であった。原子力主機登場により、潜水艦の水中速力と水中航続力は大きく増大した。それにより、潜水艦の戦闘能力は飛躍的な向上を遂げた。
原子力潜水艦が大型水上艦艇を撃沈した例は、1982年のフォークランド紛争時に、英海軍の「コンカラー」がアルゼンチン海軍の巡洋艦「ヘネラル・ベルグラーノ」を雷撃にて撃沈した事例が最初である。「コンカラー」は「ヘネラル・ベルグラーノ」を24時間以上追跡したが、全く探知されなかった。この戦いにより、それまで水上艦に対し圧倒的に不利と思われていた原潜の有効性が証明された。逆にイギリスの潜水艦たった一隻を最後まで撃沈出来なかったため、アルゼンチン海軍は作戦の縮小を余儀なくされた。
1991年1月、湾岸戦争でアメリカの原子力潜水艦ルイビルが潜水艦から発射する潜水艦発射巡航ミサイルのトマホークを実戦で使用した。
映画やシミュレーションゲーム等において潜航中の潜水艦同士の戦闘が描かれる場合があるが、第二次世界大戦以降において潜水艦を保有する国同士の洋上武力衝突自体があまり発生していないため、潜水艦同士の本格的な戦闘は現在に至るまで発生していないとされる。

## 種類

### 攻撃型潜水艦

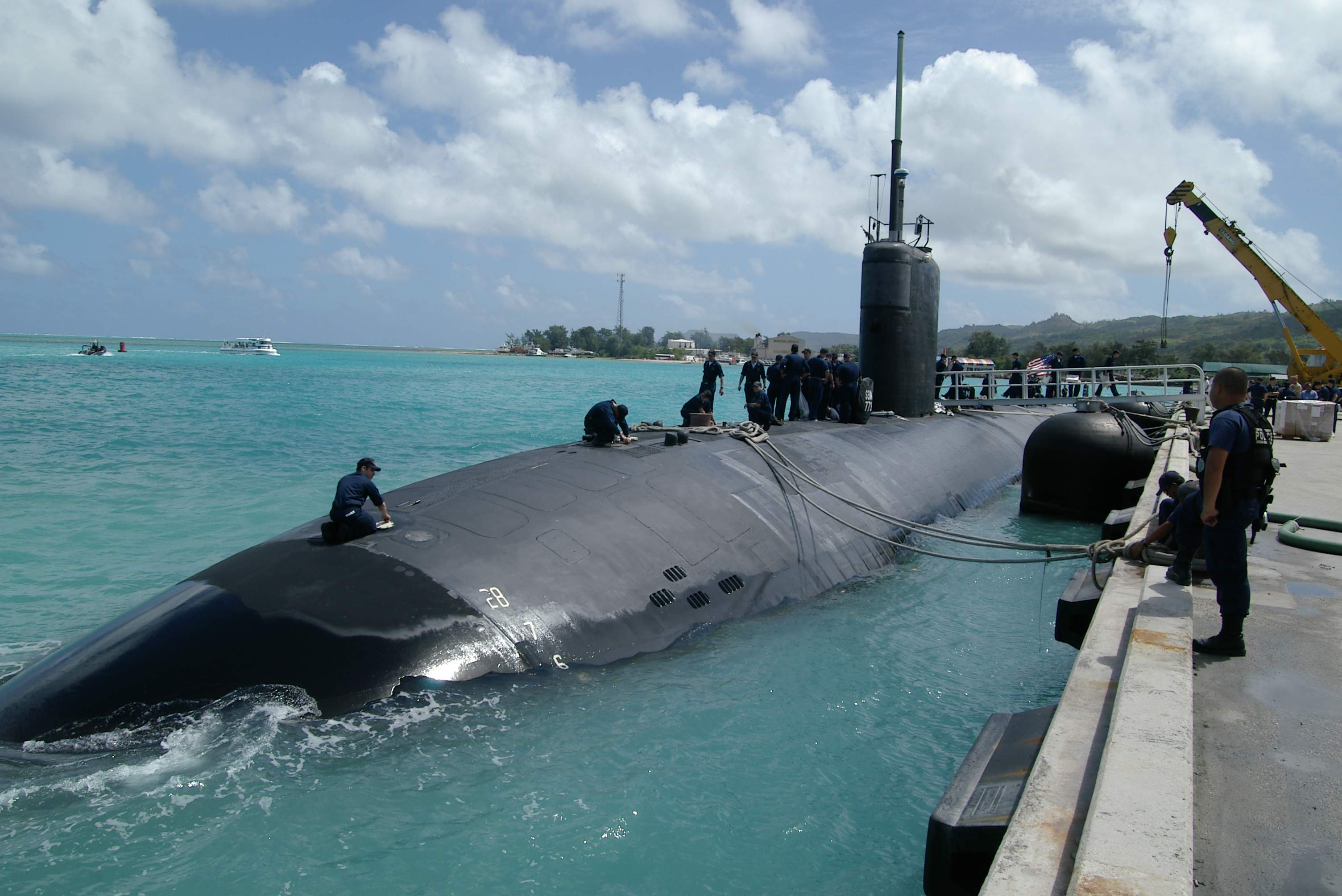
ロサンゼルス級原子力潜水艦

攻撃型潜水艦（英: attack submarine）は、魚雷や機雷などを主兵装とし、敵の水上艦艇や潜水艦などの攻撃を任務とする潜水艦である。略称は、米英海軍および海上自衛隊ではSSと呼ばれる。原子力推進式のものは、核動力（Nuclear）を表すNを付けてSSNと呼ばれる。
かつての潜水艦は、水上艦艇に比べ最高速力や防御力、電子装備、水中航続距離などの基本的能力が劣り、巡洋艦や駆逐艦とまともに戦闘するのは分が悪かった。このため、主に待ち伏せ攻撃、港湾での情報収集、特殊部隊投入、物資輸送、貨客船などへの通商破壊等の任務に投入された。しかし第二次世界大戦以降、ソナーや通信装置などの各種電子機器の性能向上、原子力機関やAIP機関登場により飛躍的に性能が向上し、現在では魚雷の高威力化も相まって強力な戦闘力を持つ軍艦として、かつての戦艦に匹敵する地位を獲得した（但し水上示威能力だけはかつての戦艦より著しく劣り、非核継戦能力も劣る）。
攻撃型潜水艦は敵水上艦船だけでなく敵潜水艦も攻撃目標とするようになった。隠密性の高い潜水艦を探知し攻撃するのはやはり潜水艦が有利だからである。そこで敵の戦略ミサイル潜水艦を攻撃する任務や、自国の艦隊を敵の攻撃型潜水艦から護衛する任務を与えられている。
また、冷戦終結後にはソ連海軍を引き継いだロシア海軍の潜水艦部隊は財政状況が悪化し著しく不活発となった。そのため、米海軍の攻撃型原子力潜水艦において、従来の敵潜水艦や敵水上艦艇への攻撃および味方機動空母艦隊の護衛のような任務は大幅に軽減されるようになった。しかしながら、冷戦終結と入れ替わり世界では地域紛争が頻発するようになり、アメリカの攻撃型原潜は新たな任務を果たすようになった。巡航ミサイルを艦首のVLS（垂直発射システム）から水中発射し敵根拠地の地上重要目標へ対地攻撃を行ったり、敵対国の沿岸に隠密に侵入して、偵察や情報収集活動を行ったり特殊部隊の投入や回収を行ったりすることが可能な艦内構造となっている。また中国海軍の外洋進出が顕著になってきており、従来の敵潜水艦の発見追尾などの任務も重要性の点では攻撃型原潜の一番の任務であり続けている。

### 巡航ミサイル潜水艦

シュフラン級はMdCN巡航ミサイルを発射できる

ドルフィン級は核弾頭搭載巡航ミサイルを発射できると推測されている

潜水艦発射巡航ミサイル（SLCM）を発射する潜水艦。主にソ連海軍およびロシア海軍が多数運用する。ソ連海軍の巡航ミサイル潜水艦は、敵艦隊攻撃用に建造されたもので、大型で大威力の対艦巡航ミサイルを搭載した。
アメリカ海軍も潜水艦で巡航ミサイルを運用することを意図し、トマホーク巡航ミサイルを開発した。トマホークは小型であり、魚雷発射管からも発射可能であったため、アメリカ海軍は巡航ミサイル専用の潜水艦を建造しなかった。しかし、冷戦終結後になって、巡航ミサイルによる対地攻撃用に改オハイオ級原潜が出現した。
これらの潜水艦は、モニター潜水艦や潜水空母ではアイデア倒れに終わった構想を実現させた存在といえる。改オハイオ級は実に154発ものトマホークを搭載可能であるため、強力な対地攻撃能力を持っている。

### 弾道ミサイル潜水艦

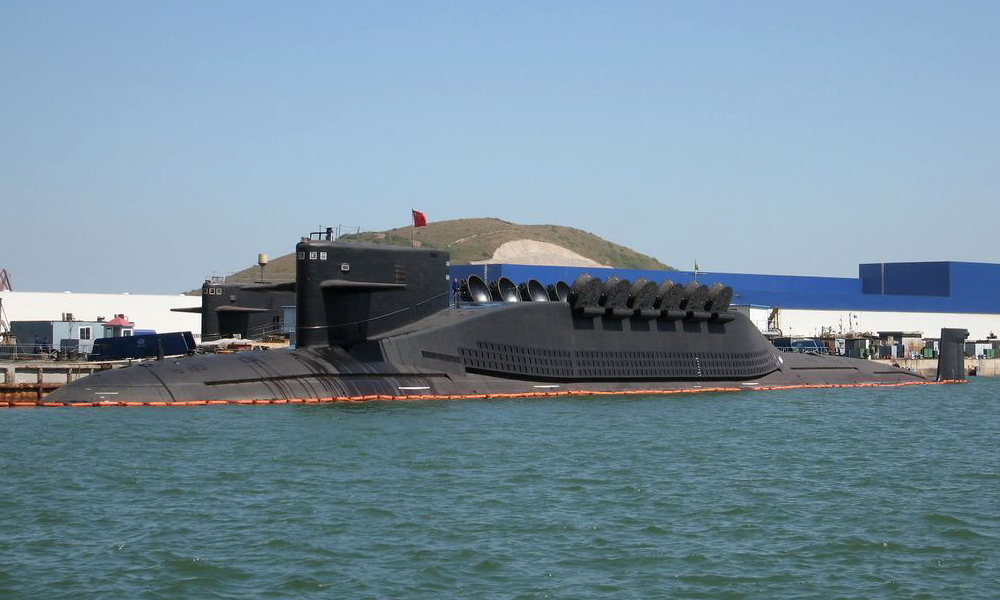
094型原子力潜水艦

弾道ミサイル潜水艦は潜水艦発射弾道ミサイル（SLBM）を搭載し、敵国への核攻撃力保持を目的とする潜水艦である。原子力推進の場合は、戦略ミサイル原子力潜水艦と類別される（「戦略核兵器」も参照）。英語での略称は「SSB」および原子力推進の「SSBN」。所在の秘匿には、長期間の潜航が有効のため、現在では原子力推進が主流となっている。アメリカ海軍の俗語で「Boomer（ブーマー）」と呼ばれる。
前述のように原子力推進が主流だが中国(032型)、北朝鮮(金君玉英雄艦)、韓国(島山安昌浩級)ではディーゼル推進弾道ミサイル潜水艦が存在する。
冷戦初期は弾道ミサイルの射程が短かったため、弾道ミサイル潜水艦は敵国近海まで進出していた。弾道ミサイルの射程が向上した後であっても、陸上基地に比べ、秘匿性が高く攻撃を受けにくいため、弾道ミサイル潜水艦は運用が続けられている。また、初期のSLBMには発射時に浮上する必要のあるものがあったが、これも水中発射が可能なように改良されている。
長期間水中に没し続け、容易に所在を変更できるSSBNは、その所在の確認や探知が困難である。その運用においても、静粛性を保ち、被探知を避けるような行動が求められている。その隠密性により、他の核戦力より生存性が高く、他の基地が先制攻撃で壊滅した場合であっても、戦力を保っている可能性が高い。そのため、報復もしくは第二撃核攻撃に用いることが想定されている。

### 特殊潜航艇

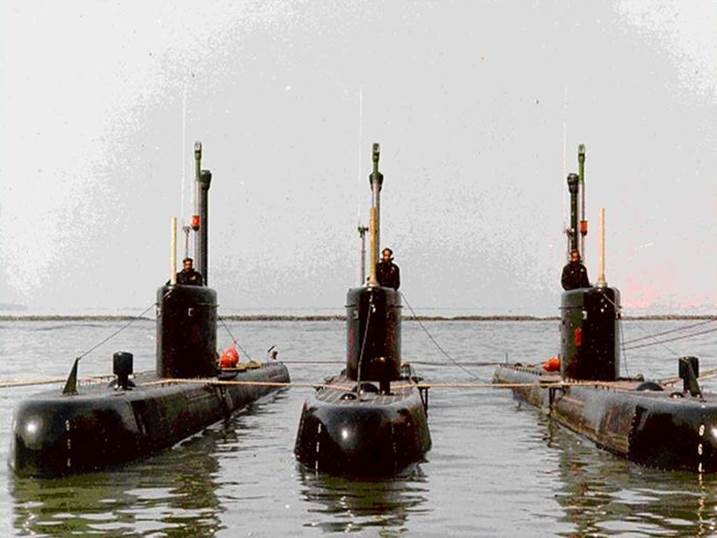
パキスタン海軍のCosmos級ミゼット・サブマリン

排水量数十トン、乗員数名程度の超小型潜水艦。兵装搭載力や航続力が小さく外洋航行力には欠けるものの、小型のため探知されにくく、特に水深が浅く障害物の多い海域では探知・攻撃される可能性が低い。そのため、沿岸警備や待ち伏せ攻撃に使用される。第二次世界大戦時には、真珠湾攻撃に使用された日本海軍の甲標的や、ドイツ戦艦「ティルピッツ」攻撃に使用された英海軍のX級潜航艇などを始めとして各国で特殊潜航艇が製造された。人員が艦外で操作するタイプもある（人間魚雷を参照）。
現代でもその利点を生かして、敵の支配水域に侵入して情報収集に当たったり、スパイを送り込んだり、捕えた捕虜を海岸付近で収容したりすることに用いられる場合もある。平時にも特殊潜航艇は領海に不法侵入して活動を行うので、冷戦期のソ連特殊潜航艇は西側諸国にとって厄介な敵であった。特にソ連、ユーゴスラビアでの開発が著しく、北朝鮮はユーゴスラビアから技術を移入して潜航艇建造に努めてきた経緯がある。一方で、イタリアにおいても一部企業が特殊作戦用の潜航艇を建造しており、同海軍は採用していないものの、ユーゴスラビアや中近東諸国、コロンビアなどに輸出された実績がある。
1996年の韓国の江陵浸透事件では、北朝鮮工作員がサンオ級潜航艇による韓国国内侵入に成功しており、侵入作戦用器材としての潜航艇の有用性を証明している。

### 敷設型潜水艦
機雷敷設型潜水艦（英: submarine minelayer）は、敵制海権下での機雷敷設を任務とする。通常の機雷敷設艦に比べ、潜水艦での機雷敷設は安全であった。現在では機雷の小型化などにより、機雷敷設専用に設計された艦艇でなくとも、機雷の搭載・敷設が可能であるため、特に機雷敷設型潜水艦という分類は見られなくなった。

### 艦隊型潜水艦
艦隊型潜水艦（英: fleet type submarine）は、 攻撃型潜水艦の一種。艦隊決戦での運用を想定した潜水艦。味方水上艦に追随し、戦闘時は潜航して敵水上艦・潜水艦に対する攻撃を担当する。貨客船に比べ高速の軍艦と連携するために、水上航行時の高速性能が要求される。
その性質上、運用した国家は大規模な水上艦隊を保有する海軍大国に限られる。明確に艦隊潜水艦として建造されたものは、日本海軍の海大型潜水艦や、アメリカ海軍のAA-1級潜水艦など。しかし、当時の技術では満足な性能の艦隊潜水艦を建造することは不可能であり、まもなく艦隊潜水艦は絶滅した。
しかし原子力機関の実用化により、常時潜航しつつも水上艦隊と同一行動を取ることができる高速潜水艦が登場し、かつての艦隊潜水艦構想が実現した。一般的に、それらは攻撃型原潜と呼ばれることが多いが、現在でも英海軍のみは艦隊潜水艦の分類を使用し続けている。

### 巡洋型潜水艦
巡洋型潜水艦（英: cruiser submarine）は、攻撃型潜水艦または敷設型潜水艦の一種。大型で航続力・居住性などに優れ、遠方の外洋に進出して長期間の行動が可能。敵制海権下での哨戒任務や、敵港湾基地に侵入しての偵察任務、外洋での通商破壊などに使用される。沿岸型潜水艦よりは外洋行動能力があるが、巡洋型潜水艦ほどの遠洋進出能力を持たないものは航洋型潜水艦（英: ocean-going submarine）などと呼ばれる。
第一次世界大戦から第二次世界大戦時までに登場した、排水量1,000トンから2,000トン級のものが巡洋型潜水艦に分類された。運用者は主に外洋海軍であり、全世界に植民地を抱えていた英海軍や、広大な太平洋を作戦海域とする日米海軍などが数多く保有した。

### 沿岸型潜水艦
沿岸型潜水艦（英: coastal submarine）は、攻撃型潜水艦または敷設型潜水艦の一種。哨戒型潜水艦とも呼ばれる。小型で航続力に乏しく、自国周辺海域での哨戒任務に使用された。第二次大戦時までは、排水量数百トンから千トン未満の中型・小型潜水艦が沿岸型潜水艦に分類される。

### 潜水母艦
日本海軍の伊四百型潜水艦 （水上機3機搭載）・伊十三型潜水艦（同2機搭載）の俗称である。搭載機は局地への奇襲用に、魚雷／800kg爆弾という当時の艦上攻撃機・艦上爆撃機と同等の攻撃能力を持たせており、従来の航空機搭載能力を持つ潜水艦とは一線を画す存在であった。他には第三帝国海軍のUボートXI型など計画されたが、実際に完成に至った例はない。
しかしながら上記の潜水空母は、実際には水上機の搭載能力しか持っておらず、名称とは裏腹に現実には潜水水上機母艦と呼ぶべき存在である。2機、3機という搭載機数も、通常の同時代の巡洋艦と同数あるいは若干少ない程度に過ぎず、本格的な潜水水上機母艦とも言い難い。もっとも搭載機は実戦においてはフロートを装着せず非水上機として運用する計画であったが、離艦はできても回収が不可能な使い捨てとなり、また実戦投入の機会が得られないままに終わった。

### 輸送型潜水艦
物資や兵員の運用に使用される潜水艦。潜水艦は水上艦艇や航空機に比べ、敵の哨戒網や監視網の突破が容易なので、敵勢力下での物資運搬や、特殊部隊揚陸には適役である。第二次世界大戦期の日本海軍潜水艦は輸送任務に投入されることが多かったが、これらの潜水艦は本来は敵艦船攻撃用に設計されたので、搭載力が低く、輸送力に限界があった。
当初から物資運搬を想定して建造された最初の輸送型潜水艦は、第一次世界大戦期のU151型Uボートである。当初の建造目的は、英海軍の海上封鎖網を突破して、アメリカ大陸との間の輸送任務を行うことであった。日本海軍も、太平洋戦争末期に潜輸大型などの輸送専用潜水艦を建造し、日本陸軍は三式潜航輸送艇という輸送用潜水艦を建造した。
しかし基本的に、潜水艦での輸送任務は非常に効率が悪いので、今日では特殊部隊投入などの特殊任務を除けば、輸送に潜水艦が使用されることはない。

### 補給型潜水艦
友軍艦艇に燃料弾薬食料などの補給を行う。敵制海権下で行動する潜水艦への補給任務用に建造された。代表的なのは、XIV型Uボートや潜補型潜水艦など。

### レーダーピケット潜水艦
強力な対空レーダーを搭載し、早期警戒任務を行う。セイルフィッシュ級潜水艦などが存在したが、早期警戒機の登場により早々に価値を失い、姿を消した。

### モニター潜水艦
巨大な主砲を搭載した潜水型モニター艦である。イギリス海軍のM級潜水艦や、フランス海軍の「スルクフ」などが代表的である。運用概念としては、敵基地近海に密かに接近し、奇襲的に浮上して砲撃を行う、というものであった。しかし、潜水艦に搭載可能な大きさの主砲では、艦砲射撃に使用するには威力不足であり、この構想は失敗であった。
他に、通商破壊任務も想定されていた。第一次世界大戦半ばまでは、通商破壊戦においては、標的となる商船の前に浮上し、警告を与え乗組員退避の時間を与えた上で攻撃するのが一般的であった。加えて魚雷が高価であったので、相手が非軍艦の場合は、より安価な砲弾で攻撃しようという傾向があった。しかし浮上時の潜水艦は非常に脆弱であり、たとえ非軍艦相手でも戦いを挑むのは危険であったため、砲力を強化して圧倒しようとしたのである。しかし潜水艦の最大の利点である隠密性を放棄するのは本末転倒であり、この構想は失敗であった。

## 構造

### 船体形状
潜水艦の船体形状には、以下のようなものがある。
魚体型
プロテクター号やホランド号など、黎明期の潜水艦に見られた。魚体型は水中抵抗が少ない船体形状であり、後の涙滴型や葉巻型の先駆けというべき形状であった。もっとも、その効果を意図的に狙ったというよりは、単に魚の外見を真似て造形されたために出来上がった形状であった。
水上船型
第一次世界大戦 - 第二次世界大戦頃の潜水艦に見られる形状。当時の潜水艦は潜航時間より浮上時間の方が圧倒的に長かったので、水上戦闘艦と同様に水上抵抗（造波抵抗）が少ない水上船型形状を採用していた。
第二次世界大戦後は次第に涙滴型や葉巻型に代替されていったが、水上航行時には利点が大きいので、旧式の通常動力型潜水艦では水上船型船体のものが見られる。
涙滴型
水滴型とも呼ばれる。水中抵抗が少ない形状である。高性能な蓄電池や原子力機関の登場で、潜水艦の水中行動能力が増加したために採用されるようになった。史上初の涙滴型潜水艦は、1950年代に米海軍が就役させた実験潜水艦「アルバコア」である。ただし、涙滴型は抵抗が少ないが船体空間容量が乏しいため、改良型である葉巻型が登場した。
葉巻型
魚雷型などとも呼ばれる。涙滴型の船体中央部を延伸することで、船体容積の増加を図った形状。第二次世界大戦後から現代に至る潜水艦の大半はこの形状である。
葉巻型の亜流に鯨体型がある。鯨体型船体は船体下部のみを船型とした形状であり、葉巻型に比べ水上航行に適している。

### 耐圧殻
潜水艦は潜航時には水圧が加わるので、船体は水圧に潰されない強度が必要である。船体の耐圧部分は耐圧殻と呼ばれる。耐圧殻の配置形式には大別して単殻式と複殻式がある。
単殻式
船体は耐圧構造船殻一層のみで、その内部に居住区画、機関、海水タンク、燃料タンクなどを収容している。つまり、船体自身が耐圧殻といえる。構造が単純であり、船体の小型化が可能であるが、海水槽を船体内部に搭載する必要があり、船体容量が少なくなる。
サドルタンク式
基本的に単殻式と同一であるが、船体外部側面にバルジを設置して、バルジ内部空間を燃料タンクとして利用したもの。第二次大戦期の潜水艦で多く採用された。バルジに加わる水圧は燃料を介して内殻に伝わるため、バルジは非耐圧でも問題ない。ただし、燃料消費後はバルジ内部が空になり、そのままだと水圧で潰されてしまうので、代わりに海水を注入する。
複殻式
非耐圧構造の外殻と耐圧構造の内殻の二層からなる二重構造船体であり、ちょうど魔法瓶のようにできている。外殻と内殻の空間は燃料タンクまたは海水タンクとして利用し、内殻内部に居住区画その他を収容する。
外部の海水から掛かる水圧は外殻には掛からず、外殻と内殻の間にある海水または燃料を介して内殻に伝わる。そのため、外殻は非耐圧でも問題ない。
複殻式の特徴は以下のとおり。
- 外殻と内殻の間を、燃料や海水を入れる空間に利用可能である。そのため、航続力や予備浮力を増加できる。
- 外殻と内殻が離れているため、外部に漏れる騒音を減らすことができる。また、外殻が中空装甲として機能するので、被弾時に外殻や間の海水・燃料が爆圧を吸収し、内殻への衝撃が少なくなり、被害を低減できる。そのため、生存性向上に寄与する。

半殻式
部分複殻式とも呼ばれる。船体に単殻式部分と複殻式部分を混在させた、両者の中間的形態である。
複眼式
外殻内部に2本の内殻がある構造。伊四百型潜水艦やタイフーン型原潜など、大型の戦略級潜水艦に見られる。

### 船殻材
船殻材（船体構造材）には、深海での水圧に耐えられる高強度の素材が必要とされる。潜水艦の船殻（せんこく）には主に高張力鋼が用いられている。
ソ連のシエラ型など、チタン合金を採用したものもある。チタン合金は、高張力鋼より磁性が低く、磁気探知機による被捕捉率が低く、同じ重量の高張力鋼より強度も高いなどの利点がある。しかし、加工が困難なこと、音波の反射性が高いこと、高張力鋼より材料費が高いことなどから一般化していない。

### 潜水機構

艦内各部にはタンクが配され、重量と姿勢を制御する

潜水艦は浮上時は、船体排水量が浮力より小さいので、水上に浮いている。潜りたい時は、艦内の海水槽に海水を注入し、船体排水量を浮力より大きくすることで沈降する。海水槽にはメインバラストタンク（メインタンク、バラストタンクなどという。）、ネガティブタンク、トリムタンクがある。メインタンクは海水または空気を注入する船体浮力調整用タンクである。ネガティブタンクはメインタンクの補助用の浮力微調整用小型タンクで、通常メインタンクとは逆の注排水を行う。トリムタンクはトリム（艦の前後の傾き）調整用であり、船体前後に2箇所設置されており、船体前後の浮力比を操作する。
潜水艦は潜航する場合、まずベント弁（メインタンク内部空気排出弁）を開く。すると、フラッドホール（メインタンク下部の海水注入用の穴）から海水が入り、船体浮力が低下して艦が沈下を開始する。その後、トリムタンクや舵を操作して艦首を下げ、目標深度へ到達する。目標深度到達後は、トリムを調節して水平状態を保てるようにする。浮上時には、艦内の圧縮空気タンクからメインタンクへの空気を注入すると、タンク内から海水が排出されて船体浮力が増し、艦は浮き始める。この操作は（メインタンク・）ブローと呼ばれる（艦長の下命も同様に発声する）。
なお潜水艦の最大潜航深度は重要な軍事機密であり、観艦式などでは、外部の人間に深度計を見られないように、貼り紙などで隠してしまうほどである。したがって、公表潜航深度は参考程度の価値しかないが、それらによると、攻撃型潜水艦の潜航深度は300 - 600m程度、戦略ミサイル原潜が100 - 500m程度である。武装した潜水艦の潜航深度記録は、1985年にチタン合金船殻のソ連原潜「K-278」が記録した1,027mで、K-278はこの深度で魚雷発射が可能であったと言われている。当時この深度の潜水艦を探知・攻撃する能力はどの国にも無かった。なお、軍事以外の有人潜水艇の深度世界記録は、1960年に深海調査艇「トリエステ」が出した深度10,916mであり、2012年3月26日に「ディープシーチャレンジャー」がほぼ同地点・ほぼ同深度（10,898.4mで僅かに及んでいない）に到達している。

### 操舵系統
潜水艦は水上艦と違い、トリムバランス以外にも水中での三次元立体運動を行う必要があるため、縦舵の他に横舵と潜舵を装備している。
潜舵は艦首部に装着されていた（バウ・プレーン方式）が、艦首部にソナーなどの音響装置が装着されるようになると、艦首部ソナーへの雑音低減のために潜舵は艦橋側面に装着される（セイル・プレーン方式）ようになった。北極海において浮上する際に海氷を艦橋上部で破砕するため、艦橋に潜舵があると損壊する危険があるためバウ・プレーン方式をイギリス、ロシアは継続しアメリカはバージニア級からフランスはシュフラン級から採用した。またドイツ製潜水艦では最新艦でも反応性が良好な特性からかバウ・プレーン方式が継続されている（開発モデルが多数あるためセイル・プレーン方式もある）。
また、艦尾の操舵部分は十字型が多かったが、近年は「事故による損傷からのフェイルセーフ」と「水中での操舵性向上」のためX型の操舵翼が増えてきている。
このX型の操舵翼は、スウェーデン海軍のシェーオルメン級で実用化され、以降のスウェーデン海軍の全ての潜水艦、ワルラス級、コリンズ級、212A型、そうりゅう型以降の海上自衛隊の全ての潜水艦が装備する。

### 推進装置
潜水艦の推進装置には、スクリュープロペラが使用される。潜水艦では特に、キャビテーションが大きな問題となる。キャビテーションはプロペラの腐食、振動、推進効率低下などを引き起こすが、潜水艦では特に騒音の発生が問題となる。
キャビテーション低減のため、ハイスキュード・プロペラと呼ばれる三日月型櫂を持つプロペラが開発された。このプロペラの加工には高度な製造技術が必要であり、形状から性能も推し量れるため、各国とも最新鋭潜水艦の進水式ではプロペラ部を隠して進水させている。海上自衛隊呉史料館の「あきしお」のように旧式艦となって退役後に展示される場合もダミーのプロペラに交換されている。また、プロペラ加工装置を巡って、東芝COCOM違反事件のような日米外交問題もかつては発生した。
キャビテーションを抑制するため、シュラウドリング（円環）を装備したポンプジェット推進方式（ダクト付きプロペラ方式）もある。これは一般プロペラと比べて推進効率が低く(45%程度。一般プロペラの推進効率は65%程)、出力に余裕がある原子力潜水艦での採用がほとんどであり。なお、ソ連・ロシアの潜水艦にはポンプジェット推進でなくても北極海の海氷からプロペラを保護する目的でシュラウドリングを装備したものもある。

## 動力

### 原子力

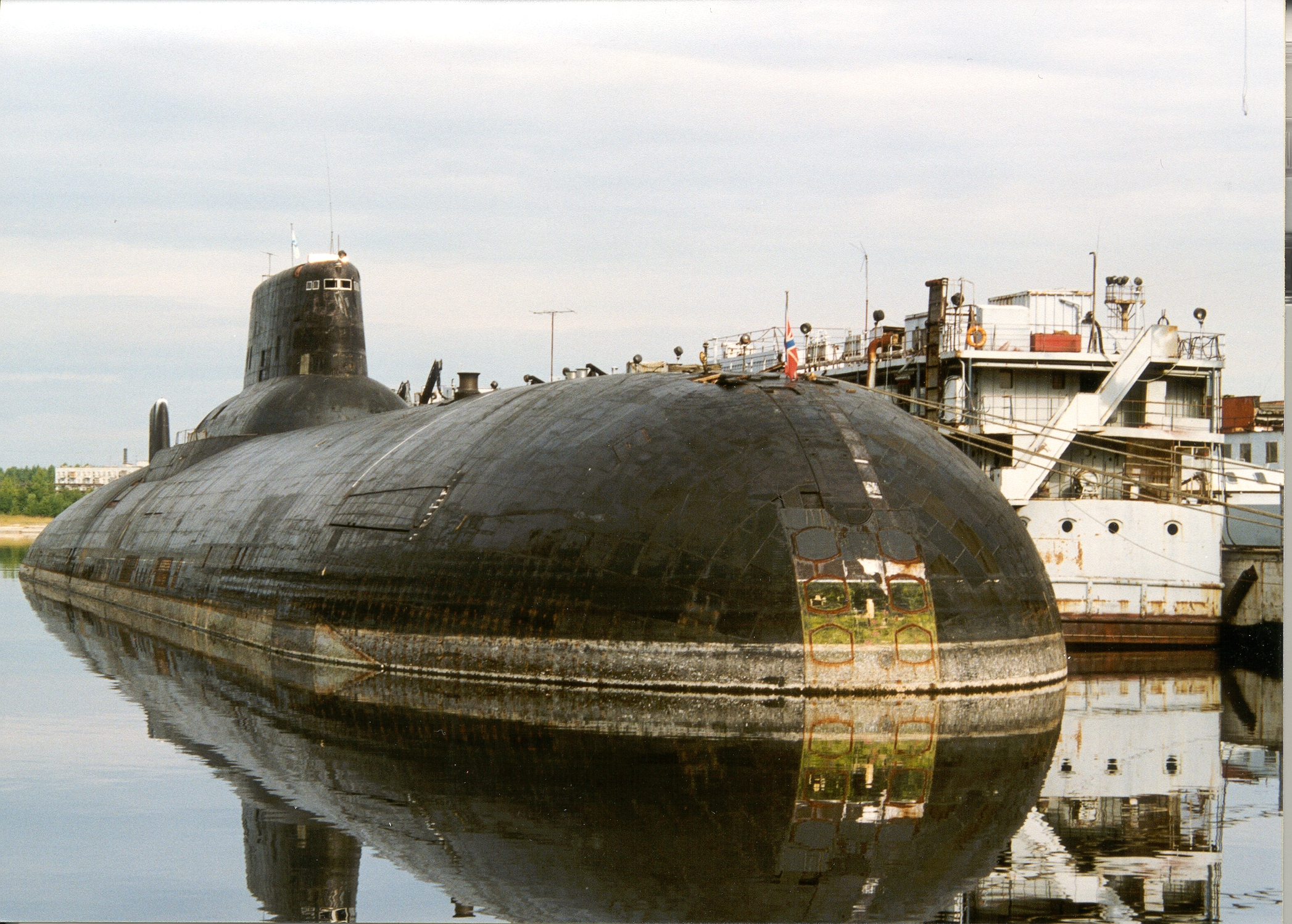
ロシアのタイフーン型戦略原子力潜水艦。世界最大級のサイズを持つ潜水艦である。

第二次世界大戦後に急速に発達した原子力技術を駆使して誕生したのが原子力潜水艦である。吸気も燃料補給もなしに極めて長期にわたり駆動する、潜水艦には理想のボイラーたる原子炉の登場により、潜水艦の水中速力は大きく上がり、可潜時間は数ヶ月にまで増えた。
原子力潜水艦は有り余る出力を生かして海水を電気分解し、艦内へ常時新鮮な酸素を提供する。このため、原子力潜水艦は「世界一空気が綺麗」と言われるほど艦内は快適である。しかし、超微量の放射線漏れは絶えずあり（特に艦外）、米軍の乗員は放射線被曝線量測定バッジをつける。
常に蓄電池の残量を気にしながら定期的な浮上を必要とする通常動力型潜水艦に比べ、「無限」の航続力を持ち氷の下の北極海すら航行可能である。
原子力推進は、原子炉冷却水循環ポンプや、蒸気タービンによるブレードや減速ギアの騒音が発生するので、潜行中の動力を蓄電池と電動機にて賄う通常動力艦よりも静粛性に劣る。構造上原子炉冷却が常時必要だが、ヤーセン型のように自然循環冷却であれば、ポンプ音はしない。高速回転する蒸気タービンの軸出力で低回転のスクリューを回すためには減速装置として減速ギヤを介在させる必要があり（ギアド・タービン方式）、この減速ギヤが大きな騒音発生源となる。この騒音を解消するためフランス海軍の全原子力潜水艦は蒸気タービンで発電機を動かして電動モーターでスクリューを駆動する原子力ターボ・エレクトリック方式による推進システムを採用している。この方式であれば減速ギアは必要ない。
また、建造に要する技術的水準や建造費、維持費が高く、保有できる国は限られる。日本などは技術上の問題の他、必要性や原子力に対して否定的な世論の存在により保有していない。

### 通常動力

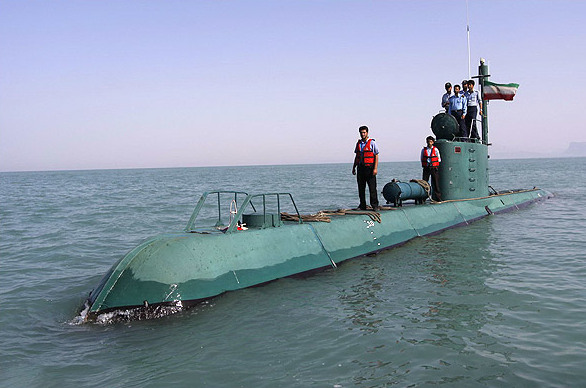
イランのGhadir級ミゼット・サブマリン。世界最小級のサイズを持つ潜水艦である。

潜水艦の最も一般的な動力はディーゼルエンジンであり、現在の潜水艦の大半はディーゼル潜水艦である。潜航時は吸気が不可能なので、電動機を使用する。潜水艦は、登場以来長らくディーゼル機関と電動機を併用していた。
ディーゼル潜水艦の動力方式には直結方式とディーゼル・エレクトリック方式、ディーゼル・スターリング・エレクトリック方式がある。直結方式はディーゼル機関、電動機（発電機兼用）、プロペラを直結したもので、水上航行時にはディーゼル機関を、水中航行時は電動機で航行する。ディーゼル・エレクトリック方式は、水上航行時はディーゼル機関で発電機を回してその電力で電動機を動かし、水中航行時は蓄電池の電力で電動機を動かす。ディーゼル・スターリング・エレクトリック方式は、ディーゼル・エレクトリック方式に加えて、AIPとして、スターリングエンジンの動力によって発電し、潜航能力をより高める反面、AIP使用時には速力があまり出せない。直結方式は水上航行時に高速が出せるが充電効率が低かった。そのため、潜水艦の水中航行が主流となった第二次世界大戦以後は、充電効率に優れるディーゼル・エレクトリック方式が主流となり、近年はディーゼル・スターリング・エレクトリック方式も見られる。

#### 蒸気機関
ディーゼルエンジンの代わりに石炭ボイラーと蒸気タービンを搭載した蒸気潜水艦も、かつては造られた。英海軍のK級潜水艦や「ソードフィッシュ」などである。蒸気機関はディーゼル機関よりも高速が出せたが、煙突の収納や機関の始動に時間が掛かり過ぎるので主動力として普及しなかったがフランスのMESMA等AIPにその原理が応用されている。

#### AIP機関
かつてのディーゼル潜水艦は定期的な吸気と充電を必要とするディーゼル潜水艦は、原子力潜水艦に比べれば水中行動力に劣り、潜航時はほとんど動けなかった。やがて、蓄電池や電動機が高性能化しても、水中行動力が劣ることに変わりは無かった。このため、外気を必要とせず、更に長時間潜航状態で駆動可能な推進機関、即ちAIP（非大気依存推進）機関が必要とされてきた。
第二次世界大戦期のドイツでは、ヴァルター・タービンを搭載したヴァルター潜水艦、XVIIB型UボートやXXVI型Uボートが試作された。また、ソ連では閉サイクルディーゼル機関を搭載したケベック型潜水艦が建造されたが、いずれも安全性に難があり、実用化には至らなかった。時が経過し、スウェーデンのゴトランド級でスターリングエンジン式の非大気依存型機関を搭載した潜水艦が実用化された。電池式AIPは島山安昌浩級やラーダ型やたいげい型（リチウムイオン二次電池を採用した点だけが特徴の、只のディーゼル・エレクトリック方式）などで使用される。

## 航法
潜水艦は、浮上時には通常の船舶と同様に天測航法や衛星測位システムが利用できるが、潜航時には使えなくなる。そのため、潜航中は慣性航法装置とソナーを利用した海底追随航法を利用する。
海底追随航法は、通常は海図と慣性航法装置で自艦の位置を把握して、時折り音波の反射を利用して位置を確認する方法である。秘匿性を求められる潜水艦にとってアクティブソナーを発して海中航行することは自殺行為であるため（有事に限られない）、『目隠しをして飛行機を操縦する』かのごとく、パッシブによる「周囲の音響変化」などを頼りに手探りで航行しなければならない。そのため、一大潜水艦隊を運用している米露海軍は、独自の海洋調査船を複数運用することなどによって絶えず「想定戦場」となる海域の海底地図を作成しているといわれる。もちろん、潜水艦部隊の通常哨戒によっても地図の精度を上げるなどの努力は行われていると見られる。
ただし、慣性航法は長時間使用すると誤差が増大するので、時折は浮上して、天測航法や衛星測位システムにより正確な自艦位置を把握する必要がある。
日本のみならず中国や韓国も独自に海底地図などを作成していると見られるが、北方領土問題だけでなく尖閣諸島や海底資源に対する外交問題、竹島領有権問題などにより、その行為は度々日本近海で問題を生じている。

## 通信
海中においては電波が減衰しやすいため、海中を航行する潜水艦に対しては、通常の短波・極超短波などの通信は不可能であり、水中レーザー通信も実用化されていない。通信設備としては、比較的海中を透過しやすい超長波（VLF）などを利用し地上との通信を行うが、VLFでは多量の情報を受信することが難しく、また潜水艦側からの発信もできないために、必要に応じて通信アンテナ・マストを露頂し、短波・極超短波や衛星通信を行なう。
衝突などにより通信アンテナが全損した際に備え、衛星携帯電話など艦のシステムとは独立した通信装置を導入する例もある。

### 極超長波通信
極超長波（ULF）は海中深くまで到達するので、潜水艦は最大潜行深度付近で受信可能である。ただし、送信できるデータ量が非常に少ないので、大量の情報受信には向かない。また、ULFは送信するために、全長数十kmに渡る長大なアンテナ施設が必要で、有事の際にはこれらの施設の脆弱性に問題がある。陸上からの単方向通信であり、潜水艦からの送信は不可能である。

### 超長波通信
超長波（VLF）は海中深度10m程度まで到達するので、深度数メートル程度を潜行すれば受信可能である。実際はそこまで浅く潜ると発見される可能性が高まるが、曳航ブイまたはフローティング・アンテナを使用すれば、潜水艦本体は深深度で受信が可能となる。しかし、送信できる情報量が少ないので、大量の情報通信には向かない。また陸上からの単方向通信であり、潜水艦からの送信は不可能である。
送信するには巨大な地上アンテナ施設を使うほか、潜水艦が存在する海域の上空で長いアンテナを曳航して電波を受信し、信号を別回線により地上へ伝送するTACAMO機（空中通信中継機）も利用されている。TACAMO機としてはE-6マーキュリーやTu-142MRなどがある。

### マイクロ波通信
通信衛星を利用できる国では、通信衛星との間でマイクロ波送信により送受信を行うことができる。マイクロ波は海中まで到達しないので、通信時には潜水艦のアンテナを海面上に露出させる必要があり、敵に探知される可能性が高まる。しかしマイクロ波は大量情報の送受信が可能なため圧縮通信を行えば作業は短時間で済む。

### 水中音響通信
水中電話を利用することにより、潜航中の潜水艦同士や水上艦と通信を行なうことができる。また、海底の要所に音波を利用した通信中継装置を設置し、それを海底ケーブルで地上施設と結ぶことで、潜水艦との通信を行う。冷戦時には、アメリカ海軍およびソ連海軍が音響通信装置を多数敷設した。

## 兵装

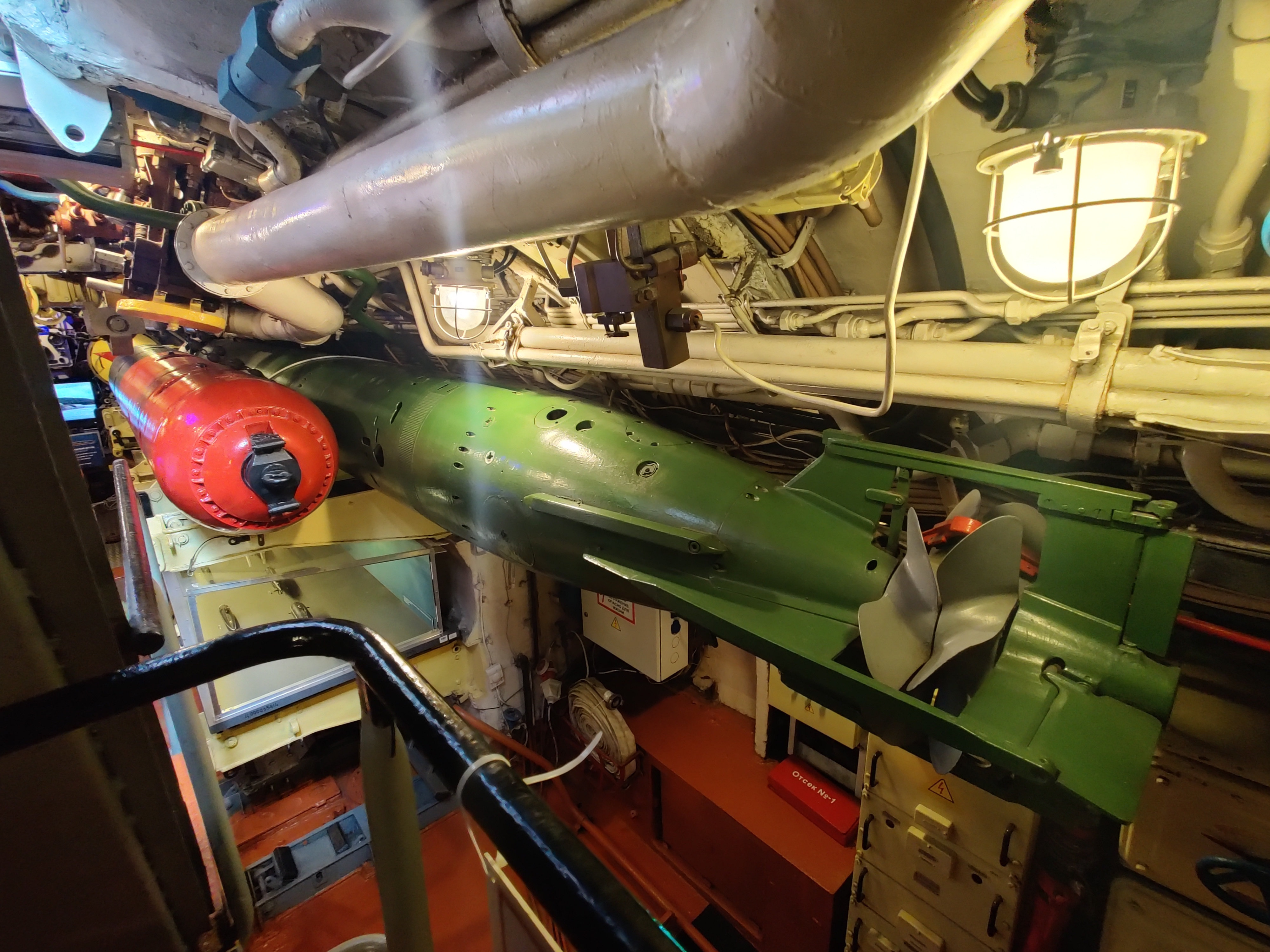
フォックストロット型潜水艦で使用されていた機雷（手前赤色）と魚雷（奥緑色）

### 魚雷
対艦・対潜戦闘時の潜水艦の主力兵装は魚雷で魚雷発射管から射出される。潜水艦用魚雷の誘導方式は以下のようなものがある。
ウェーキ・ホーミング
敵水上艦の航行時に発生する波の跡（ウェーキ）を感知して目標を追尾する。水上艦相手にしか使えないが、射程が長い。
パッシブホーミング
魚雷のシーカーで目標の音波を受信して追尾を行う。対水上・対水中両方で使え、ホーミング時に敵に感知される可能性も低いが、音源を止められると誘導ができなくなる上、欺瞞に弱い。
アクティブ・ホーミング
魚雷のシーカーから音波を発信し、跳ね返ってきた音波を受信して目標の追尾を行う。静止中の敵潜など目標の音源に関わらず誘導できるが、射程が短くなる。また高速移動中の魚雷のシーカーは視野が狭くなるので、ノイズメーカー・デコイや急速潜航等回避機動などの対抗手段を取られると目標をロストしやすい。また、発射後のコース変更がきかないので発射照準が完璧でなければ当たらず、発射までに時間がかかる。そのため、長距離で使用する場合は別の方法での中間誘導を必要とする。
無誘導魚雷のように魚雷発射管から円錐状・放射状に一斉発射すると、一方の魚雷のアクティブ探信音を、隣にある他方の魚雷が受信するので、魚雷が吸い寄せられてしまう。そのため、2-5分毎、2本ずつしか撃てない。
セミアクティブ・ホーミング
潜水艦のソナーから目標へ向け音波を発信し、跳ね返ってきた音波を魚雷のシーカーが受信して追尾を行う。潜水艦の強力なソナーを使用するので、アクティブ・ホーミングより射程は長いが、自艦の位置が敵に逆探知されてしまう。
魚雷シーカーは高速航走のために視野が狭くなるので、デコイを出されて、潜水艦に急角度で方向転換されると失探しやすいが、沈底等をホバリングしている潜水艦のソナーは速度視野狭窄に陥ってはいないし、むしろ回避機動中の標的潜の航走音を捉えているので失探しづらく、欺瞞に強い。
有線誘導
魚雷と潜水艦本体を電線によって連結し、魚雷に誘導信号を送ることで誘導する。魚雷のシーカーが捉えたデータを潜水艦へ送ることも出来る。射程が最も長く、中間誘導に向いている。電線が切れた場合は、自動的に魚雷のアクティブソナー・シーカーが覚醒する。
ただし、目標に十分接近しないうちに魚雷がアクティブホーミングとなった場合、前述のように目標をロストしやすく、また音響誘導は欺瞞に弱い。そのため、有線魚雷で撃たれた場合、撃ってきた方向へ高速魚雷を発射して、先制攻撃してきた相手に誘導線を切断させ、回避機動に追い込む作戦が取られることがよく行われるという。
以上のような各種の魚雷は、それぞれが有する中間誘導方式・終末誘導方式などの特性に合わせ、状況に応じて使い分けられる。
セミアクティブホーミングおよび有線誘導の場合、航走途中でコースや速度を変更できる。例えば、発射諸元確定前に発射して敵潜のおおまかな方向に魚雷を航走させておき、潜水艦本体のソナーにより得られたデータを元に後から発射諸元を入力することも可能である。

### 射撃管制装置
魚雷の命中率を向上させるためには、方位だけでなく距離、深度、目標の進行方向、進行速度等の発射諸元の標定が重要である。
射撃管制には複雑な計算を必要とし、複数のソナーを使いこなすために射撃管制装置には高度なコンピュータ・ソフトウェアとデータベースを必要とする。射撃指揮装置のソフトウェアとデータベースは経験の長い米露両国が優れているといわれている。ソ連およびロシアは、自国のディーゼル潜水艦の射撃管制装置を、共産諸国や、冷戦後は購入するあらゆる国に低価格で輸出している。米国はディーゼル潜水艦を作っていないため、西側諸国は射撃管制装置を自製するか、輸入している。

### 機雷
潜水艦は敵艦船が使う航路や港湾付近で、隠密裏に機雷を敷設する用途にも使われる。

### 備砲
第二次世界大戦直後まで、潜航能力が低く潜水艦は敵船攻撃時に高価な魚雷を節約したり、駆逐艦や航空機に反撃したりするために対空砲等の砲を搭載していた。日本海軍は潜水艦でアメリカ本土とカナダに対地砲撃を加えた。
現代の潜水艦は水中での高速性や静粛性を重視し、砲を装備していない。潜航可能時間が長くなったことと潜航可能深度が増大したことにより、やはり水上艦や航空機に対しては艦砲で戦うより潜航して身を隠したほうが安全となっている。

### ミサイル

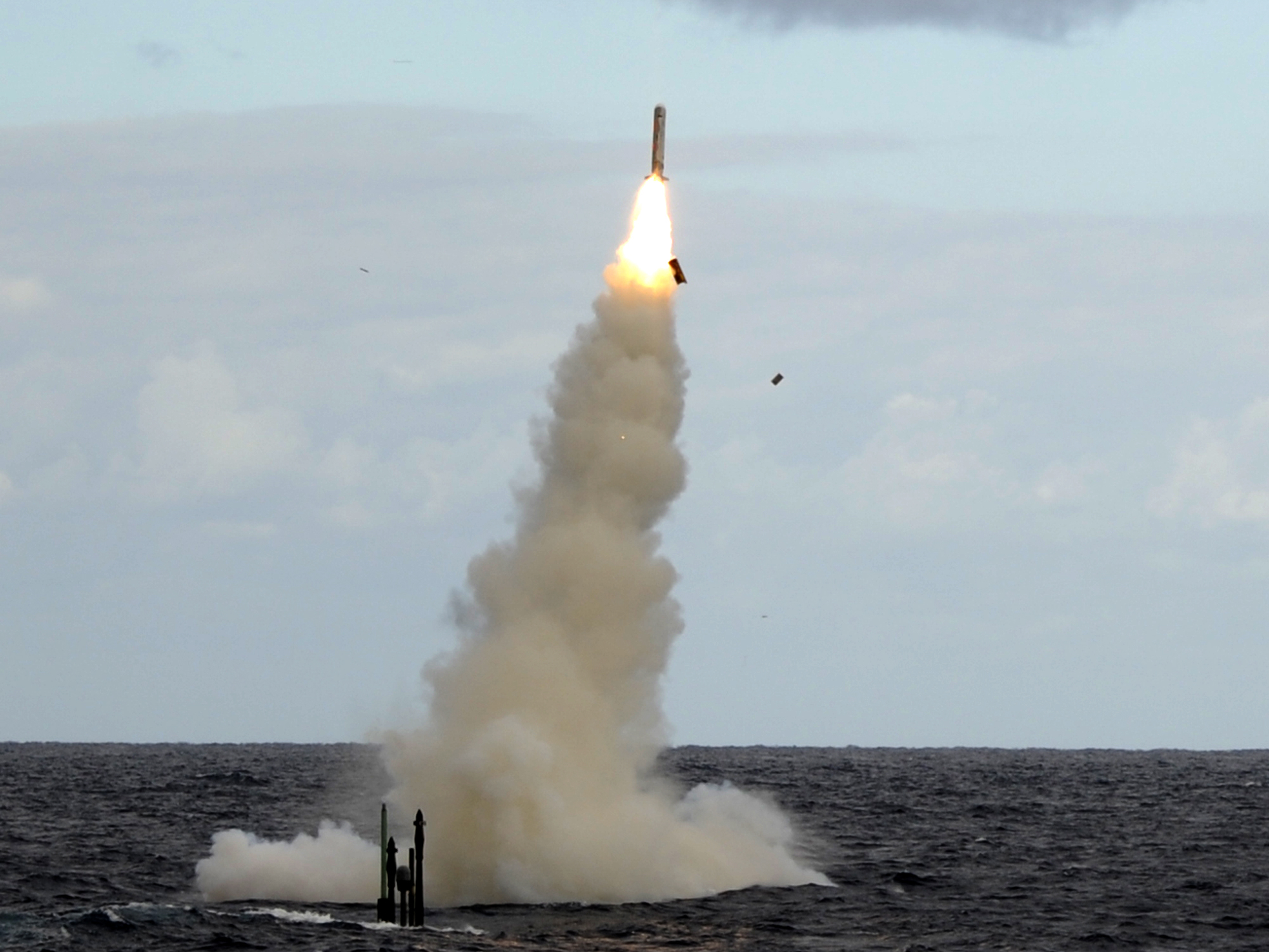
トマホーク巡航ミサイルを発射するアスチュート級

対艦ミサイル（USM）は魚雷および機雷に次ぐ潜水艦にとってオーソドックスな兵器で魚雷より遠距離の敵艦を攻撃できる。ハープーンなど魚雷発射管から打ち出せるタイプが殆どである。
潜水艦発射巡航ミサイル（SLCM）は近年開発が進む搭載兵器で陸上施設や水上船舶を攻撃できる。トマホークや「ロシア版トマホーク」ことクラブなどやはり魚雷発射管から打ち出せるタイプが殆どである。
潜水艦発射弾道ミサイル(SLBM)は冷戦時代から存在する戦略兵器であり、前述の2種ミサイルとは異なり全てVLSから発射される。SLBMを搭載した潜水艦は弾道ミサイル潜水艦と呼ばれる。
対空ミサイル
潜航できない際に接近した対潜ヘリコプターに対処するため、魚雷発射管から射出する対空ミサイル（IDASなど）が開発されている。歩兵の拳銃相当の自衛用兵器であり浮上して攻撃するなど積極的な戦闘は避けている。9K38は現在も運用されている数少ない潜水艦から運用する対空ミサイルであり、やはりヘリコプターを攻撃するため用いられる。
対潜ミサイル
パッシブソナーで捕捉した遠距離の敵潜水艦の攻撃用。通常型は着水すると、弾頭となっている魚雷が敵潜水艦に向かう。敵潜水艦に直撃しなくても破壊できる核弾頭装備型も運用されていた。クラブは現在も運用されている数少ない潜水艦発射型対潜ミサイルである。

### 艦載機
航空機
第二次世界大戦期まで一部の大型潜水艦は水上偵察機を搭載していた。潜水艦の格納庫は非常に狭く形状も筒型という制約があるため、主翼や尾翼の分解・組み立てを短時間でできるように設計された機体が多数開発された。発艦を補助するためカタパルトを備えた潜水艦もあった。多くは索敵能力を補完する偵察機であったが、日本海軍は爆弾を搭載してアメリカ本土空襲に使ったほか、攻撃機の晴嵐とその母艦である伊四百型潜水艦、伊十三型潜水艦を開発した。ドイツ海軍では水上航行時に回転翼機（Fa 330）を上空に滞空させて周囲を監視する運用を行っていた。
能力が限定される専用設計の小型機しか搭載できず、母艦が水中にいる間は連携が難しいことから、航空機搭載潜水艦は第二次世界大戦終結後には急速に廃れ、現代では有人機を搭載する潜水艦はなくなった。
民生品のマルチコプターなど艦内に持ち込める小型無人航空機が浮上時の船体調査や周囲の監視に使われている。
艦載艇
潜水艦が搭載する小型の特殊潜航艇や人間魚雷、ボートなどは、停泊している敵艦船の破壊、特殊部隊や偵察・連絡員の潜入などに使われる。
海底地形の調査や機雷捜索・処理用として魚雷発射管から射出・回収できる自律型無人潜水機（AUV、UUV）が研究されている。
古くから潜水艦にとって機雷は大きな脅威であった。海中では目視によって確認することが出来ず、また潜水艦本体アクティブソナーでの探知では機雷を発見した時に回避できるだけの余裕があるとは限らない。潜水艦の航行に先行して機雷を捜索・除去が可能なUUVは機雷が敷設されやすい浅瀬で行動する潜水艦にとって重要な要素となった。ただ、潜水艦からのUUVの運用は、海面上での長時間の回収作業を行うか魚雷発射管への回収技術を完成させねばならず、保管と保守整備の空間確保の問題もあるため未来技術の域を出ない。
現在、UUVを使用し始めているのは水上艦である掃海部隊だけである。回収と再利用を諦めるか、掃海部隊が回収するのであれば潜水艦からの射出もありえる。
米海軍が開発を計画中の攻撃型無人潜航艇（UUCV）「MANTA」は、対潜戦闘も可能であり、潜水艦の行動時に危険が大きい浅瀬で大きな効果を発揮すると見られている。米海軍は2050年頃の実用化を計画している。

### 外付けユニット
アメリカ海軍では、潜行中にダイバーや小型潜水艇の出入艦を容易にするため、ドライデッキ・シェルターと呼ばれる船体に着脱可能なモジュールを導入している。

## 乗組員

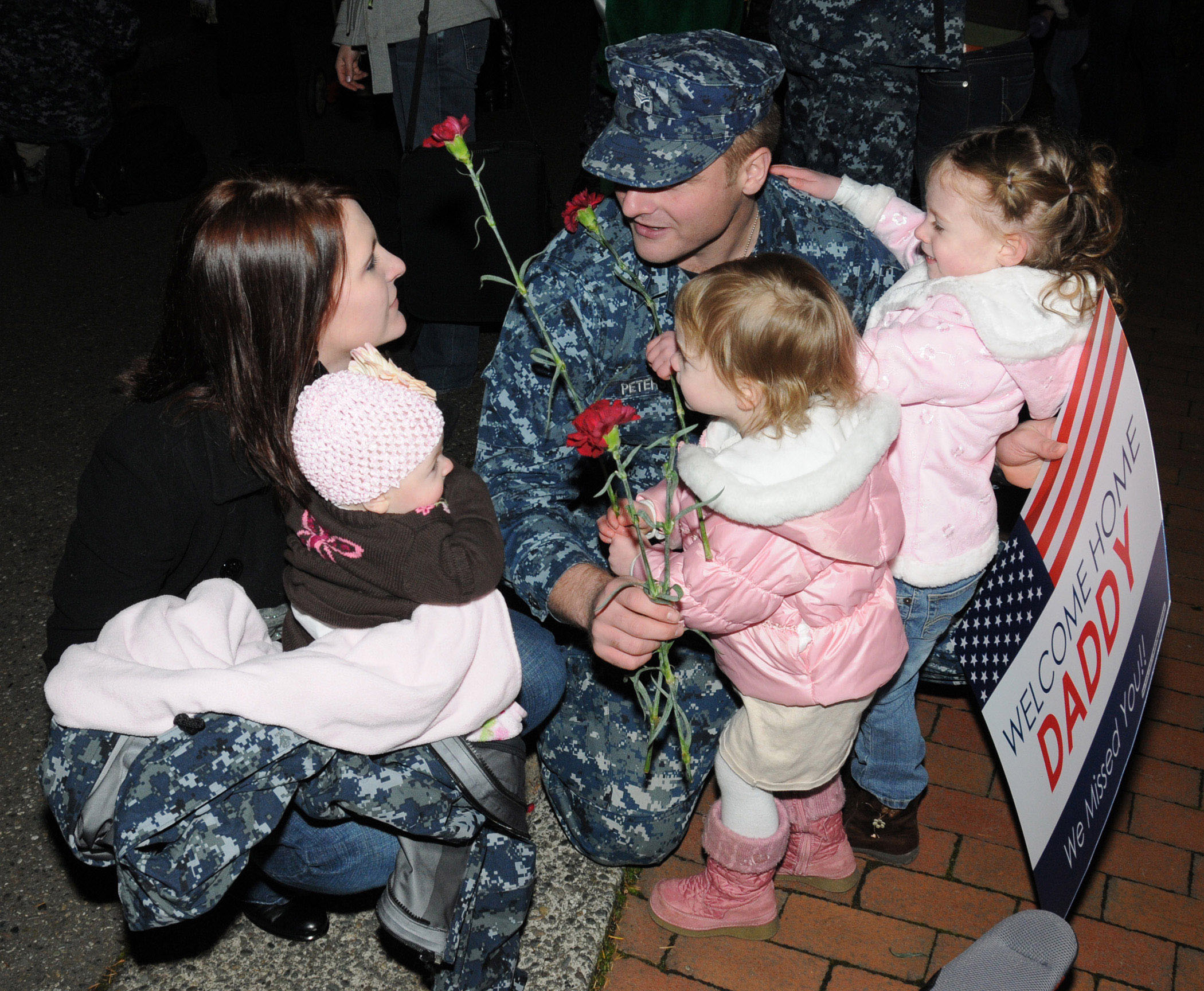
家族との再会を喜ぶ米原潜「ミシガン」のゴールド班乗組員

潜水艦、特に第二次世界大戦時やそれ以前のものは、居住性が劣悪である。元々、軍艦は兵器や物資、燃料を大量に積み込む必要がある。潜水艦は、さらに浮力となる空間を減じる必要があるため、それらにスペースが取られてしまい、結果まず物資を積み込み、その隙間に乗員が潜り込むと言われるほどに居住性は劣悪である。艦内は湿気だらけで洗濯物も乾かせず、また燃料・排気・カビなどの臭気が充満しているので、嗅覚に異常をきたす上、それらの臭いが体に染み付いてしまう。真水は貴重なので入浴は制限される。
潜水艦には冷房装置が備えられているものの、多くは動力の冷却などに使われるため、室温が25度を下ることはなかった。敵艦に接近する場合は聴音されるのを防ぐため冷房装置を停止させたので、より高温になった。また、潜行中は水圧の関係からトイレも使用できなくなった。このような環境で毎日単調な任務が延々と続くので、潜水艦勤務は非常に過酷であった。娯楽も音を立てないように静かなカードゲームが好まれ、アメリカではクリベッジが定番の娯楽となっている。
原子力機関の登場後は、居住環境は以前よりも改善された。前述のように大出力の原子力機関は電力に余裕があり、電気分解や海水淡水化を行えるので酸素や真水の確保には困らない。ロシアの大型戦略原潜タイフーン型では、プールやサウナまで装備されている。
しかし、一度出航したら数か月間帰還出来ない原潜クルーは、家族との関係を保つことが困難である。
米海軍では乗組員をブルーとゴールドの2班に分け、ローテーションで航海期間を減らしている。一つのグループが70日間の航海を終えて帰港すると、約1ヶ月ほど艦の整備などを行い、その後もうひとつのグループが70日間の航海に出て行く。そして、航海を終えた方のグループがしばしの休暇の後訓練を行う。
しかし、潜水艦の一回の航海につき一組は離婚する乗組員が出るという。また、乗員は、一度潜航すると数ヶ月間浮上しないこともある任務のため極めて厳しい肉体的・精神的条件をクリアしなければならず、潜水艦乗りの間でブリキ病と呼ばれる鬱病や神経症にかかる乗員も少なくないとされている。この問題はどの国の事情も同じようである。そもそも潜水艦の作戦行動は機密が要であり、乗組員は防諜のため、その家族にすら作戦の開始日・期間等を教えることができない。
アメリカ海軍や海上自衛隊において、潜水艦乗組員の徽章はシャチをあしらったデザインだが、これを「ドルフィンマーク」と称し、潜水艦乗りの別名となっている。

### 食事

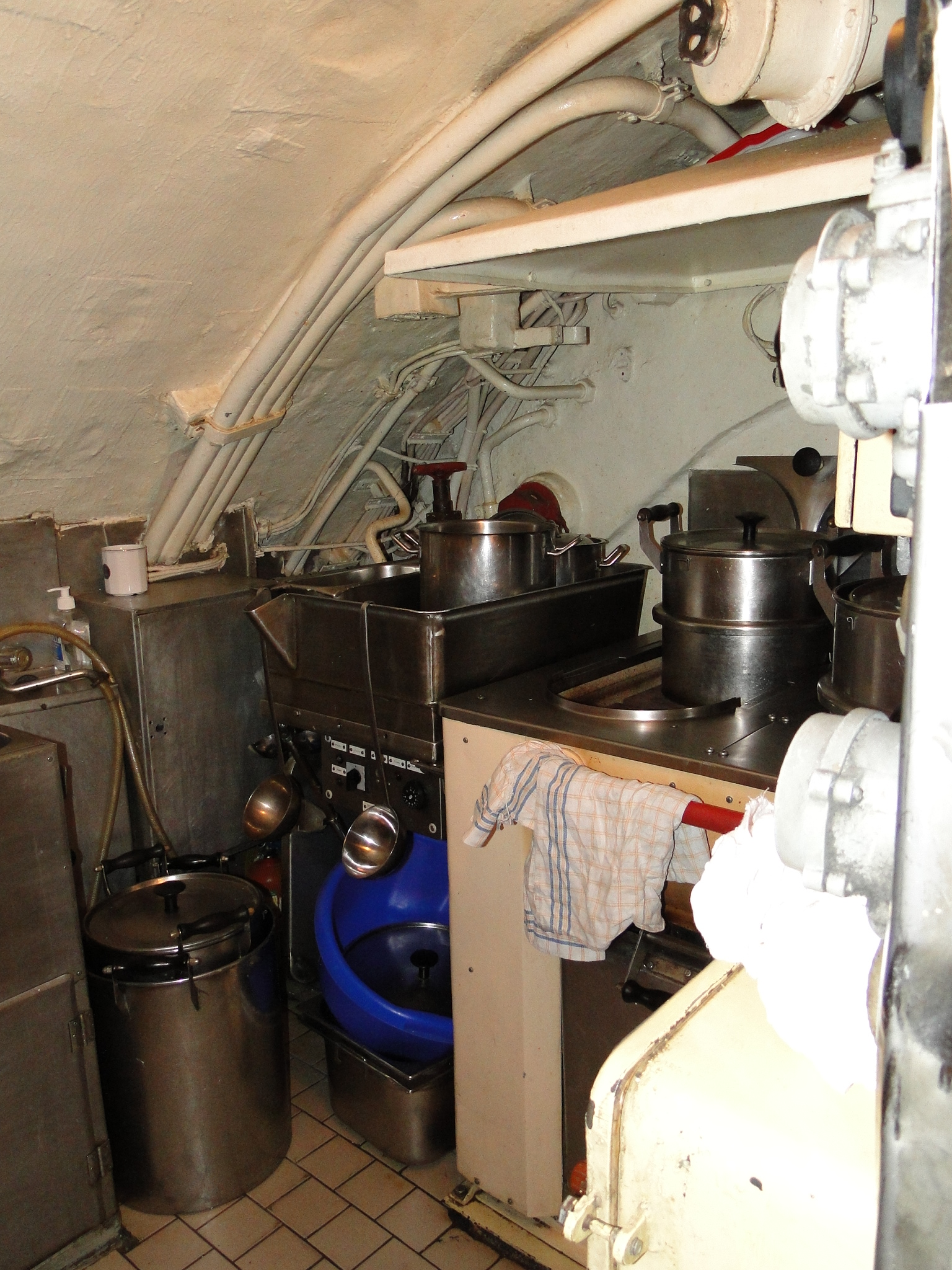
キロ型のキッチン

潜水艦の乗組員は過酷な任務に就くため、食事は海軍の中でも最も充実しているといわれており、食料不足に悩んでいた第二次世界大戦末期の大日本帝国やナチス・ドイツでも、潜水艦には優先的に食料が配給された。ただし、狭く環境の悪い潜水艦では新鮮な食べ物は出航後数週間で消費し尽くされ、その後は似たような保存食がずっと出されることとなる。この生鮮食品が切れた後に、限られた保存食と狭い調理室で如何にバリエーション豊かで美味しい食事を提供し続けられるかが烹炊員の腕の見せ所であり、それが可能な腕の良い烹炊員は大切にされた。それでも航海が長くなると重油やカビなどの臭いで、何を食べても「潜水艦の味」しかしなくなったと言われる。食料は倉庫に保管する他、少ないスペースを生かして可能な限り積み込むためにソーセージを天井から吊り下げたり、パンをハンモックで吊ったり、ベンチの中に野菜を詰め込んだりと工夫を凝らす。また、艦内の調理においても酸素を消費するガスコンロの使用は禁止され、全て電気を利用する電磁調理器で調理する。
日本の潜水艦の場合、食事は主食に白米・乾麺、副食に乾燥野菜（切り干し大根など）と缶詰、漬物各種の他、比較的保存しやすい生鮮野菜としてタマネギやジャガイモなどの根菜類（とはいえ、これらの生鮮野菜は一週間程度で底をつく）などを材料とした各種のメニューが提供された。
ドイツの潜水艦の場合、ほぼ毎食が、「主食はサラミソーセージとチーズやバター、艦内でまとめて焼かれる黒パン、付け合わせとしてザワークラウト、生鮮野菜としてのタマネギとジャガイモの煮込み、デザートでレモン（ただし日本の潜水艦と同様に、生鮮野菜や果物は一週間程度しか供されない）」であった。これらの食事では、必然的に各種栄養素が不足する。このため、洋の東西を問わず、潜水艦乗員はビタミン剤をはじめとするサプリメントの大量補給が必須であった。

### 階級と居室

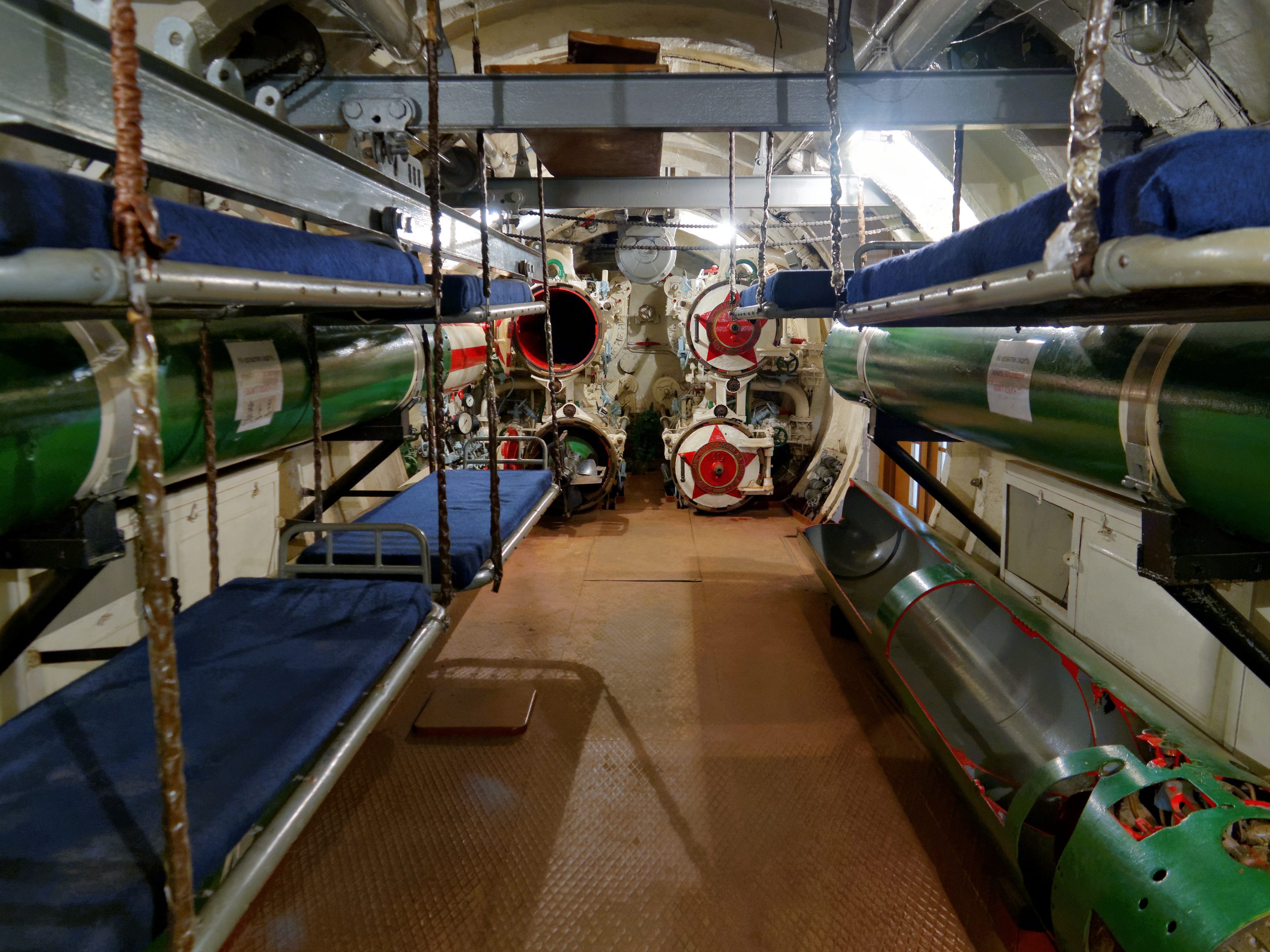
S型潜水艦（S-56）の発射管室にあるベッド

真水は貴重であるため航海中の洗濯やシャワーは海水を使用する。
士官が充てられるポストとしては、艦長、副長、先任将校、航海長、機関長、水雷長、通信長などがある。艦長の階級は、第二次世界大戦中の日本では少佐、ドイツでは大尉が普通であった。戦時中のドイツや日本では、海軍の他の部隊と比べて潜水艦は上下関係が緩やかであったといわれる。日本の場合は、艦長ですら自分の下着は自分で洗濯せねばならないほどであった。就寝用の空間も限られたため、士官や下士官は通路の脇に設置されたベッドで就寝したが、Uボートなど比較的小型な艦ではベッドは数人で共有していた上に、弾薬庫の中で魚雷と一緒に寝ていた下級の乗組員もいたほどであった。より大型であった大日本帝国海軍の伊号潜水艦では、一応一人一台のベッドは確保されていたが、その代わりに航海期間はUボートより長かった。
旧ソ連・ロシア海軍の原子力潜水艦は、大幅な自動化・省力化により乗員数を削減し、大きな乗員用スペースを確保した例もある。ただし省力化による弊害もあり、原子炉の事故などに対応できないなどの問題も生じた。
海上自衛隊「じんりゅう」においてはシャワーは3日に1回、洗濯はできない。三段ベッドで、見習い研修の隊員乗艦時は魚雷を一部陸揚げして空いた格納棚が臨時ベッドになるとのこと。

### 女性乗組員
艦内の容量が限られ男女別の設備が確保できないなどの理由から、長らく潜水艦の乗組員は男性に限られていた。2010年以降、各国海軍で女性乗組員を認める動きが出ている。一方で、女性乗組員が被害を受けまたは関与するスキャンダルも発生するようになり、2014年にはアメリカ海軍の「ワイオミング」にて盗撮騒ぎが起きた ほか、2017年にはイギリス海軍の「ヴィジラント」の艦長と副長が、女性士官と航行中の艦内で世界初の不適切な行為を行い解任されている。
アルゼンチン海軍では、2017年までに女性将校が潜水艦「サンフアン」に乗艦していたが、2017年11月、艦とともに行方不明となっている。死亡が確認されれば、女性初の潜水艦乗りの死者となる。2018年11月に南大西洋の英領フォークランド諸島沖、南緯45度56分59秒、西経59度46分22秒の海底に沈没していたことが確認された（サンフアン沈没事故）。

### 海上自衛隊（日本）の事例
日本の海上自衛隊では、女性自衛官の潜水艦への配置制限が2018年に撤廃され、女性の幹部（士官）、女性の海曹士（下士官兵）が潜水艦に配置される例が増えている。

## 水中音響戦

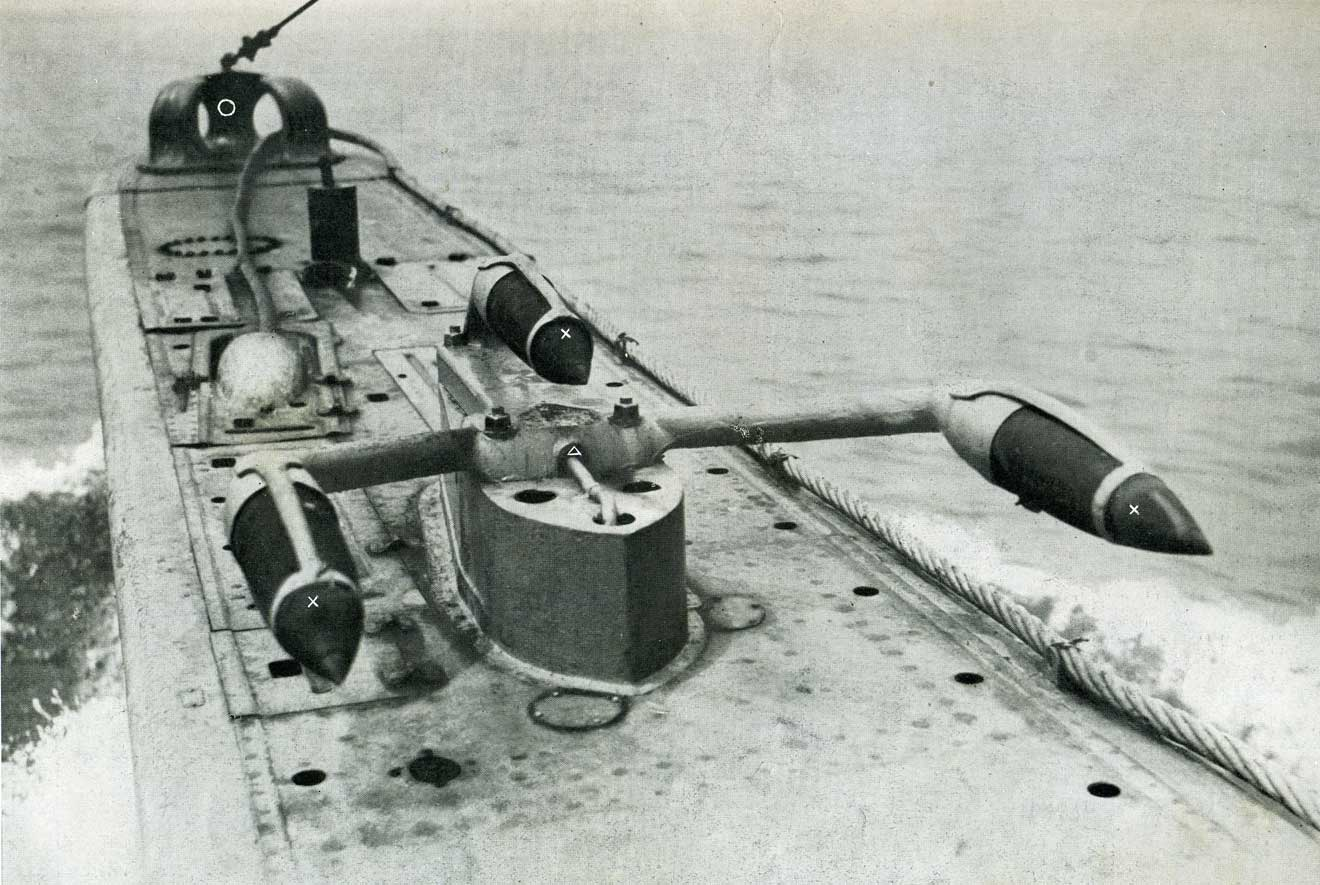
初期の聴音機

通常の艦艇と異なり、潜水艦は海中で行動する。このため、他の艦艇と戦闘システムは大きく異なっている。空気中と違って、水中では電磁波の減衰が著しいため、電波を用いるレーダーや、可視光域・不可視光域での光学的捜索といった手段は使えない。その代わり、主となるのが、海水中における音波の性質を利用した捜索・攻撃である。その主たる手段がソナーであり、ソナーによる探知と回避をめぐる技術的な蓄積と、それらを用いた対峙を総称して水中音響戦（hydroacoustic battle）と称する。この点について前提となる音波の性質や海中における音波伝播について説明する。

### 音波の性質
ソナーで使われる音波（超音波）は、低周波のものと高周波のものとに大分される。
- 低周波の音波は、水中で減衰しにくいので遠くまで伝わるが、波長が長いために分解能が低く、指向性が広いので探知精度が低い。
- 高周波の音波は、水中で減衰しやすいために近距離の目標しか探知できない。しかし、波長が短いため分解能が高く、直進性に優れ指向性が狭い、そのため高い精度での測定が可能になる。

以上の理由により、両者の長短をそれぞれ補うように、ソナーは高周波と低周波の両方の音波を使い分ける。
音波の伝播は、海域の地形、海水の成分、温度、海流などによって複雑に変化する。水中音響戦で勝利するには、高性能なソナーの開発に加えて、日頃から海洋観測艦などを動員して海域のデータを集めておくことが必要である。

### 海中での音波伝播
海の中は、単純化すると表面層、温度躍層、密度躍層、に分けられる（実際には地形や海流などにより複雑に変化する）。

#### 表面層

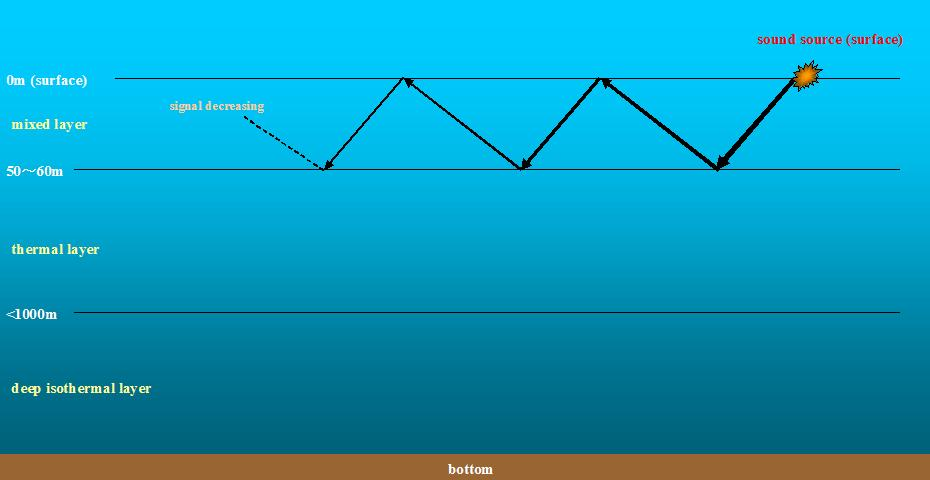

海面付近に位置する海水の層で、主として海面と大気との熱交換、および海上風による対流で海水が混ぜ合わされているので、温度や塩分密度などが一定である。
通常、表面層から温度躍層へ移行するに従って緩やかに温度が下がっていくので、両者の明確な差は無い。だが、正午頃に海面水温が急上昇する現象（午後の効果、アフタヌーンエフェクト）が起こると、ある深度を境界に、温度が急激に変化するようになる。温度が変化する深度をレイヤーデプス（変温深度、LD）という。
午後の効果によりLDが形成されると、そこで音波が反射され、LD以下の深度には到達しなくなる。そして音波はLDと海面で反射を繰り返しながら、遠距離まで伝播して行く。音波が表面層に閉じ込められた状態となるのである。この状態の表面層をサーフェース・ダクト（表面ダクト、SD）と呼ぶ。
敵潜水艦がSDに潜んでいる場合、水上艦はアクティブソナーを用いて遠距離からの探知が可能であるが、LDより深深度に潜った場合、潜水艦は水上艦に探知されることなく奇襲攻撃を行える。これに対抗するため、水上艦や対潜ヘリは幅広い深度に曳航式ソナーや吊下式ソナーを投下して、ソナーの死角を防いでいる。

#### 温度躍層

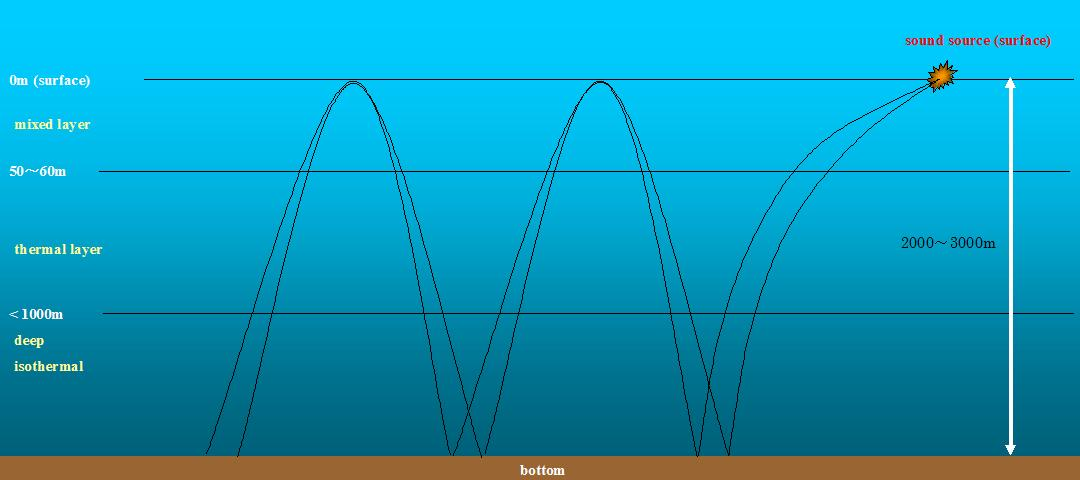

混合層の下層に位置する水温躍層（サーモクライン）においては、深度に比例して水温が下がるので、それにより音波が下向きに曲げられて進む。
下方に進んだ音波は、浅海ならば海底で反射されて、その後は海底と海面の間で反射を繰り返す。そのため、海底の間に音波が届かないシャドー・ゾーン（不感帯）と呼ばれる部分が形成され、ここはソナーの死角となる。

#### 密度躍層

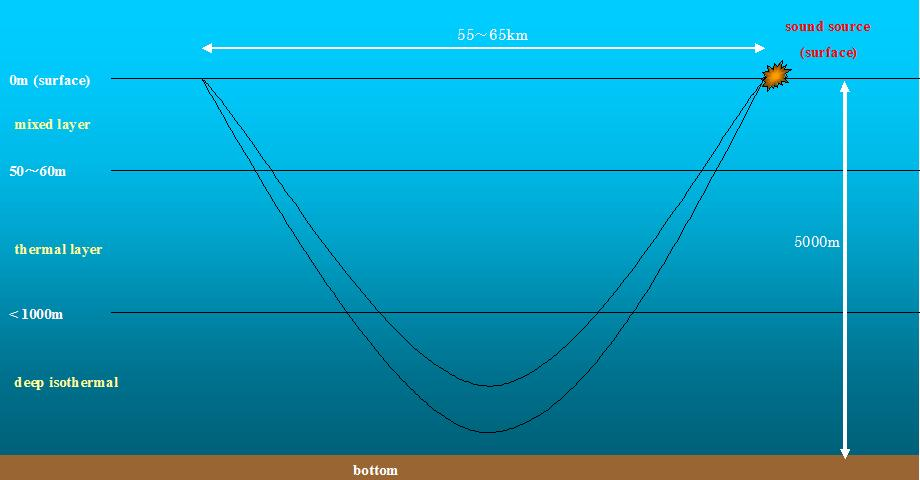

深度1000mを超えた辺りから水温はほぼ一定になるので、この層は密度躍層と呼ばれる。水温がほぼ一定になることにより、音波は下向きに進まなくなる。逆に、今度は水圧により上向きに曲げられて海面方向へ進んでいく。
これにより、深深度海域では、いったん海底方向まで進んだ音波が戻ってきて再び海面に集まるので、何もない海面上で突然ソナーに反応がある現象が起こる。この海域を収束帯（コンバージェンス・ゾーン、CZ）と呼び、発信源から距離27 - 33海里毎、幅4 - 5海里の区画にCZが現れる（海水の成分や温度により変化する）。CZを利用すれば自艦から27 - 33海里彼方にある敵艦の探知も可能（条件が良ければさらに第二収束帯、第三収束帯…つまり81 - 99海里の彼方まで探知可能）となる。そのため、パッシブ・ソナーにてCZで探知した敵を直ちに攻撃できるように対潜ミサイルが開発された。
また、深度1000m付近の温度躍層と密度躍層との間では、水温と水圧のバランスによりサウンド・チャンネル（SC）と呼ばれる音波伝播層が出現する。SCでは反射による音波の吸収・減衰が無いので、非常に遠くまで音波が伝播して行く。クジラなどは、SCを利用することで超音波により何千海里も離れた仲間と連絡を取っている。SCは稀に浅海でも発生する場合があり、詳しい原理は解っていない。
SCを利用すると非常に遠くの敵艦を探知できる可能性があるが、SCまで潜れる潜水艦はソ連のチタン合金製潜水艦、アルファ型やマイク型などを除けば存在しない。しかし、曳航式ソナー（TASS）を使えば、そこまで潜らなくてもSCを利用することができる。また、SCには敵潜水艦の通過を監視するSOSUSなどの固定式海中ソナー監視網が設置されている。

### ソナー

SSBNの各ソナー

#### 探知方式
ソナーの探知方式には、アクティブ式（能動式）とパッシブ式（受動式）がある。
アクティブ式は、ソナーから探知音を出して、その音が目標に命中して反射して、跳ね返ってきた音を受信する方式である。しかしこの方式では、探知音を出すことでかなりの電力が消費されるだけでなく、発した音波によって探知が可能な距離よりも遠くまで届いた音波を逆探知され、自らの所在を暴露してしまう危険が伴う。
パッシブ式は、目標が発した音響をそのまま受信する方式である。自らの所在を暴露してしまう危険はない。ただし、この方式による目標の正確な位置の測定精度はアクティブ式に劣る。また、目標が停止している場合や音響が非常に小さい場合には探知することができない。
つまり、これら2つの方式には一長一短があり、それぞれの特性を補い合わせるように利用する必要がある。通常は、パッシブ・ソナーで目標の大まかな位置を把握しておき、魚雷発射管制時など、目標の精密測定が必要な場合のみにアクティブ・ソナーを使う。

#### ソナーの種類
潜水艦に装備されている主なソナーには、次のようなものがある。ただし各国によって装備方法は異なるので、米海軍式を中心に解説する。
艦首ソナーアレイ
潜水艦艦首に装備される大型・大出力のソナー。球形で表面に捕音機（ハイドロフォン）を並べている。これにより特定の捕音器のみを使用することで指向性を持たせることが可能で（音源の方位が分かる）、またアクティブモードではフェーズド・アレイ・レーダーと同じ原理で、特定の方向にだけ音波を発信できる。
このソナーは遠距離探知能力に優れ、広大かつ大深度の外洋で行動する潜水艦に適するが、船体前部のかなりの空間を占拠するため、魚雷発射管が船体中央部へと移動させられてしまう。広大な海域で作戦を行う米海軍、イギリス海軍の潜水艦には艦首部に大型ソナーを装備するのが一般的であるが、狭い北海での運用が中心の欧州諸国ではこの形式はあまり見られない。狭い海域では、遠距離からの探知は必要なく、それより近接格闘戦への対応が重要となるので、魚雷発射管を艦首部に配置して接近戦闘能力を高めている。
コンフォーマルソナーまたはフランクアレイソナー
船体側面に捕音機を並べて付けたもので、音波の到達時間差から目標方位を推定することができるパッシブモード専用のソナー。船体側面なので船首の球状ソーナーアレイでは作れない離れた位置での聴音が可能となり、探知精度の向上が期待でき、測的時間の短縮とともに、潜水艦の静粛化が年々進む中でセンサーの開口径を増大させるために装備される例が増えてきている。コンフォーマルであればセンサーの取り付け角度による聴音解析の補正が必要になる。
潜水艦用曳航式ソナーアレイ（S-TASS）

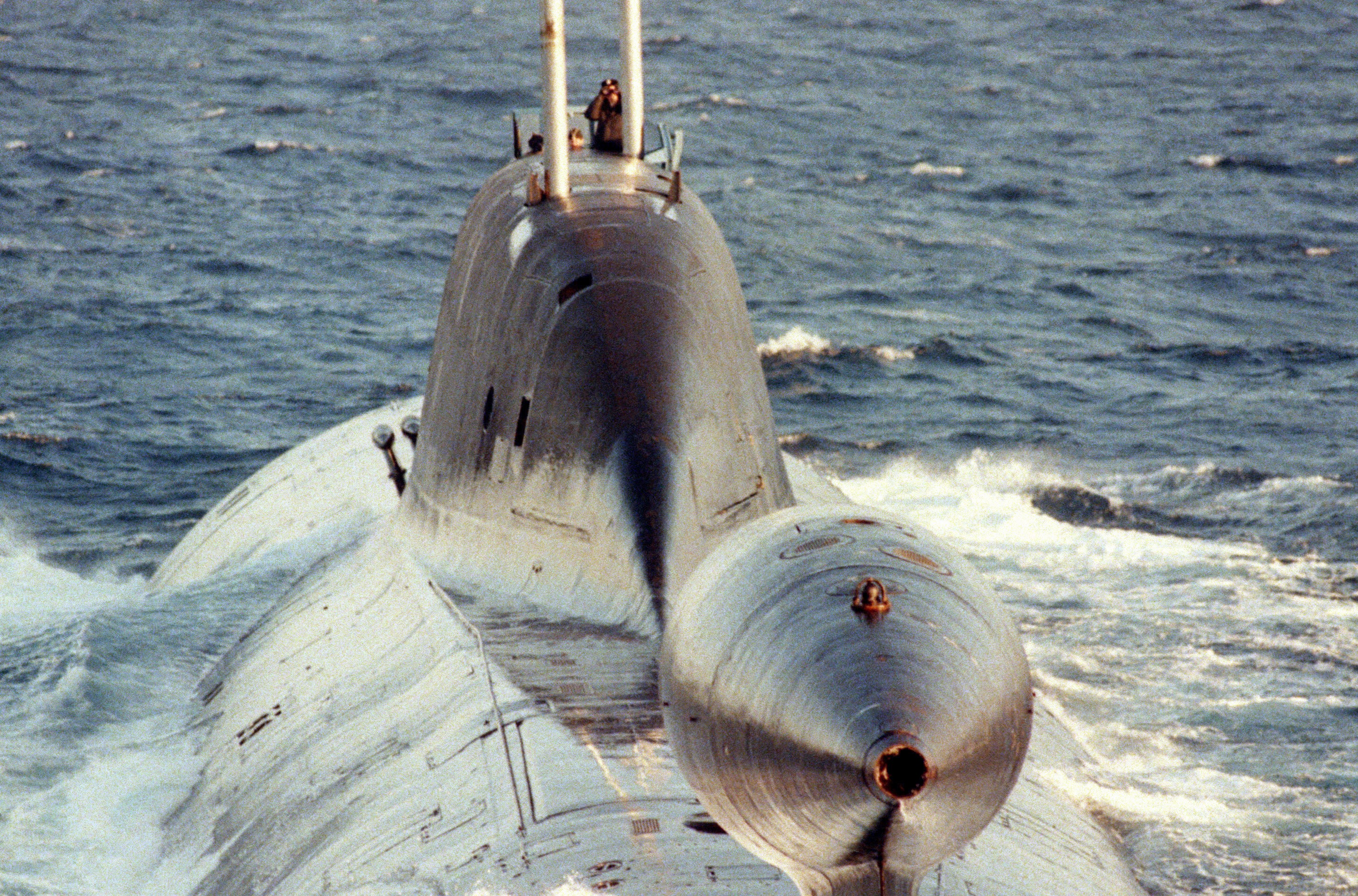
アクラ型の船体後尾の曳航ソナー収容コンテナが目立っている

曳航ソナーは、捕音機を船体から分離した独立ユニットに取り付けて、それを曳航索で牽引するもの。もっぱら低周波帯域のパッシブ探知に用いられる。船体のソナーと合わせると大きな基線長を得られるので、推定精度の向上が期待できる。また、サウンド・チャンネルなどの船体が潜れない深海部まで吊り下げてそこで使用することもできる。船体の雑音から隔離できるので捜索距離が伸びる。

#### 潜水艦の対抗手段
ソナーによる探知に対しては、静粛化対策が施される。戦後の潜水艦の活動においては、以前とは比較にならないほど潜航時間の比率が増した結果、静粛化が一段と重視されるようになった。これは、一方では敵に探知されるのを防ぐためであるが、他方では自身のソナーによる探知（特に受聴）を妨げないためであり、攻防のいずれにおいても重要である。そこで、設計上の高度な技術的改良から、艦内床面へのゴムシート敷設や乗員のゴム底靴使用などのような単純な工夫まで、ありとあらゆる対策を実施している。
防振浮台機構
静粛化の代表的な対策には、浮台構造の採用がある。浮台構造は、機関などの騒音源となる機器を船殻に直接設置せずに、浮台（ラフト）の上に搭載し、その付け根部分に吸振ゴムやサスペンションを挟んで船殻に設置することで、騒音の吸収を狙ったもの。激しい機動時には固定する必要がある。
無反響タイル
アクティブ・ソナーによる探知への対策として採用される。硬質ゴム製のタイルを船体外面に貼り付け、探信音の反響を軽減させることと、船体内部からの騒音を遮蔽することが期待できる。今日では一般化した無反響タイルだが、その先駆者はソ連であって、少なくとも1960年代後半には実現されていた。
本質的には、大きな騒音源を抱える原子力潜水艦（冷却水循環ポンプ、タービンの減速ギア）のために考案された対策であるが、今日では通常動力潜水艦にまで広く普及してきている。被探知からの回避という点に関しては、通常動力でも核動力でも変わりはなく、むしろ航続性能の点からすれば通常動力潜水艦の方が深刻である。
推進装置静粛化
潜水艦の騒音源の一つとなるスクリューのキャビテーションであるが、これを改善するため、ハイスキュード・スクリューやポンプジェット推進装置が採用される。しかし、静粛化はひとつやふたつの装備の交換で容易に向上するようなものではない。また、船体構造や機関との適合性の検討なしに、この種のスクリューを装備しても、静粛性の向上に寄与するかどうかは不明である。
被探知妨害機動
- LD温度境界層（数10mから最大200m程度）下への潜航
- 深深度潜航
- ナックル（急回頭によって強烈な水流を作り擬似目標とする方法。この水流はソナーの探信音も反射する）
- スパイラルターン（急旋回と急速潜航を同時に行い、擬似目標と気泡の放出で敵のアクティブソナーや追尾魚雷を欺瞞する）
- ホバリング（水中停止による魚群・水塊の擬似、海流に乗って海峡を突破するなど）
- 東西方向への逃走（磁力線に触れることを避け磁気探知からの回避）

囮装置
デコイには、気泡や騒がしい雑音を出して敵ソナーの聴音を困難にさせる気泡缶やノイズメーカー、自艦の発する音を実際の何倍にも大きくして流したり、敵魚雷や敵艦のアクティブ・ソナーの音を少し遅らせて多少の変調をかけて大きな音圧で流したりするタイプなどがある。
バラージジャマーに相当するノイズメーカーもあるが、持続が難しいとのことである。
レーダーを妨害するためのチャフに相当する昔からの手段は発泡缶で、泡が作る虚像にアクティブホーミングさせる。新型の魚雷は反射波のドップラーシフトを分析して、航行していた潜水艦と動かない泡との違いを見破って索敵モードに戻ってしまう。それに対抗するディセプションジャマーに相当する多機能デコイもあり、魚雷のアクティブシーカーにドップラーシフトを模擬した偽反射音を遅延させて返し、走る虚像を見せるという。
ところが、さらに新しいスマート魚雷では、長さで潜水艦とデコイを見破るものも出現するに及んだため、発音アレーを曳航して潜水艦を模擬するデコイも出現した。
近年、キロ型潜水艦にTV併用有線魚雷が搭載されている（TVは近寄らねば有効ではないが、TVを欺瞞できる音響デコイはない）。
対抗魚雷
敵の魚雷を迎撃する魚雷。潜水艦用としては研究段階であるが、水上艦用の装備としては試験が行われている。
音響攻撃
かつては複数のスピーカーから出力された音波をアクティブフェイズドアレイの原理により集中させた衝撃波を潜水艦に当てるアイデアがあったが頓挫した。ちなみに研究成果は尿路結石を体外から破壊する体外衝撃波結石破砕術の基礎となり、1980年にドルニエ メドテックが製品化した。その後はコンピュータの計算速度や制御技術が進展したことでより小型の目標を狙うことも可能となったことから、水上艦に向かってくる魚雷の信管を誤作動させるアクティブ防護システムが研究されている。

## 非常時の対応
実用的な潜水艦が就航して以来、戦時・平時での潜水艦の沈没は100隻を超えている。そのため、潜水艦保有国は潜水艦からの安全な脱出方法の開発、救助隊への連絡手段など、乗組員を救助する技術を研究してきた。そういった対策がなければ、兵士の士気がたちまち低下してしまうためである。

### ダメージコントロール
被弾した時には、ダメージコントロールとして隔壁閉鎖や消火などが行われる。アメリカ軍では、潜水艦安全運用プログラムSUBSAFEにて設計段階から安全性を高めている。
修理の訓練を受けた応急工作員らが対応する。
被弾すると、火災や蒸気、浸水が発生する。高温の蒸気や火災から身を守りながら損害箇所を補修するため、酸素呼吸器 (Oxygen Breathing Apparatus、OBA)、スチームスーツ（Steam Suit）などを身に着ける。

### 航行不能
第二次世界大戦中は、スクリューにからんだ異物、防潜網に対して、ダイバーがダイバーズロックから外に出て切断したり、潜水艦に装備されたワイヤーカッターなどによって除去を行った。戦後には、無人潜航艇(UUV)なども導入され深海でのワイヤーやネットの切断などが行われる。

### 脱出方法

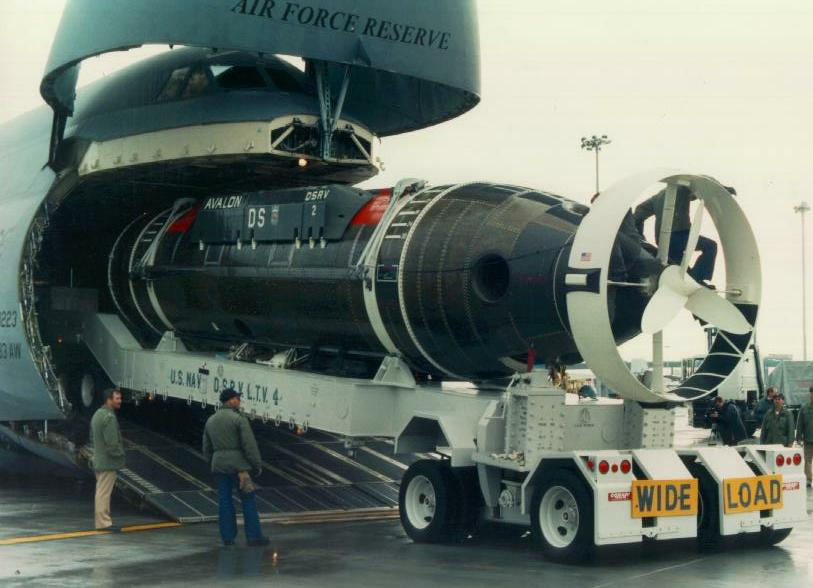
軍用輸送機C-5に搭載されるアヴァロンDSRV-2

脱出には、いくつかの方法がある。大分類として、一人ずつ脱出させる個人脱出法、集団を一気に脱出させる集団脱出方法である。これらの訓練設備として潜水艦脱出訓練施設というものが各国で作られている。
潜水艦側の脱出路には、エスケープトランク（脱出筒）という脱出専用のエアロックの他、魚雷発射管などからも脱出が行われる。このようなエアロックが使えなかった時代においては、ドイツの潜水艦ブラントアウヒャーのように艦に注水して内部の空気を抜き、艦内の圧力と水圧を均圧にしてハッチを開き脱出するという方法も採られた。
個人脱出法
自由上昇法
乗員が自力で水面まで浮かぶ方法である。浅い深度でしか使えない方法で、高い水圧などの外部環境にさらされるため減圧症などのリスクがある。
浮力上昇法
個人脱出救命具を着用し、浮力を上げて水面まで上昇する方法である。1916年10月9日、デンマーク海軍のHDMS Dykkerenが沈没した際に、救命具を装備してほぼ全員が救助されたのが、浮力上昇法の初めての利用例である。
装置には以下の物がある。
- デイヴィス式救難具 - 1910年代にイギリス企業 Siebe Gorman が開発し、1927年に改良されイギリス海軍で使用された吐く息の二酸化炭素を除去して再び呼吸に用いるリブリーザー
- マンセン・ラング(モンセン・ラング) - 1928年開発。アメリカ軍で使用されたリブリーザー
- スタンキー・フード - 1960年代にアメリカで開発。2000年代になるまでアメリカ海軍で使用していたが、Submarine Escape Immersion Equipment に更新された。
- Submarine Escape Immersion Equipment - 1952年にイギリスで製造。冷たい海水や水圧から保護する全身を覆うイマーションスーツ
- ロシアでは、1930年台初期にЭ-1、後半に ИСА-М を開発し、1951年にヘルメットと一体となったГК-2、その後には全身を覆い浮上能力が高い ИСП-60 を開発した。2000年代に入ると 西側のアイデアも盛り込んだ ССП-М が開発された。

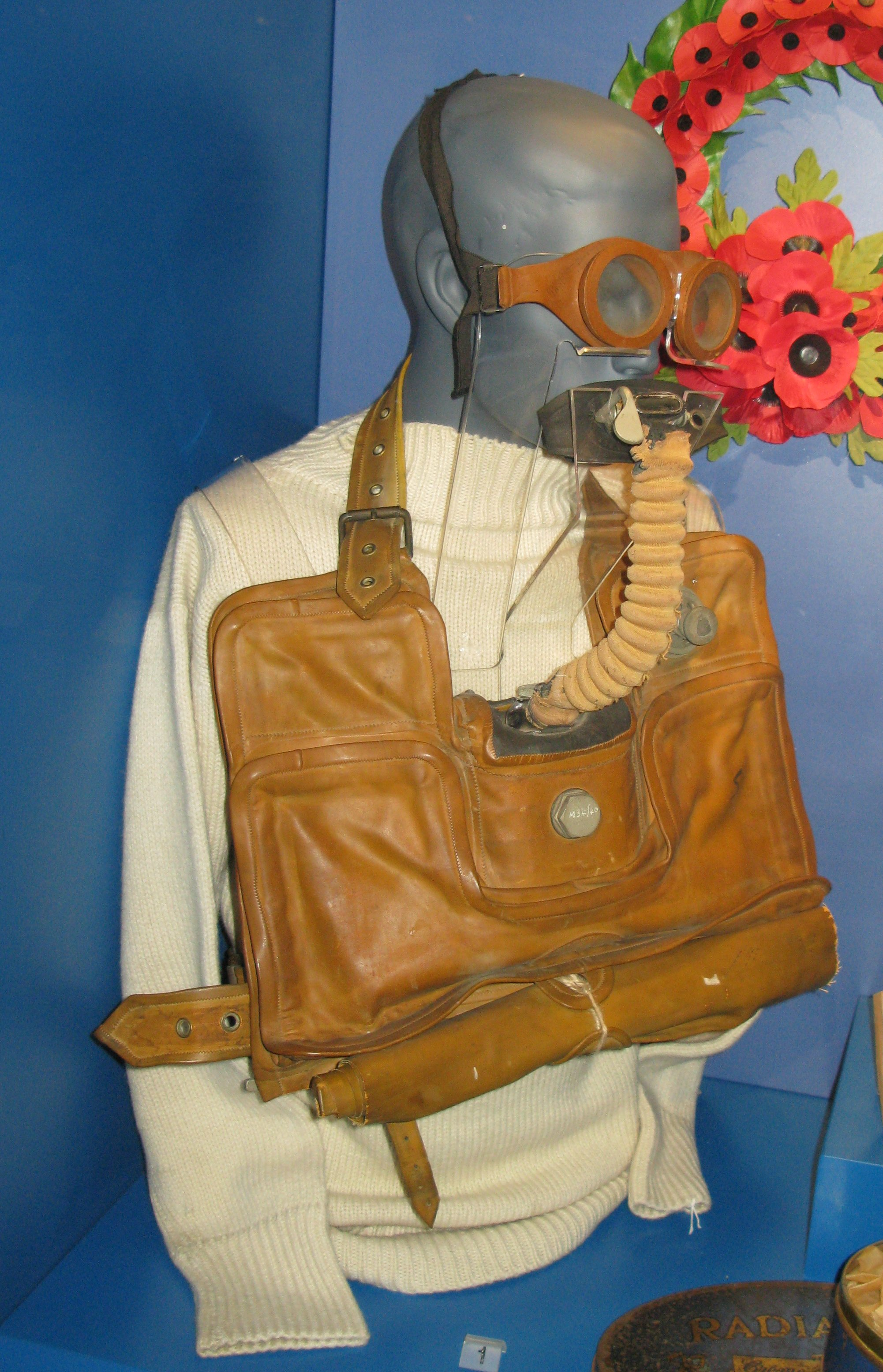
デイヴィス式救難具（英語版）
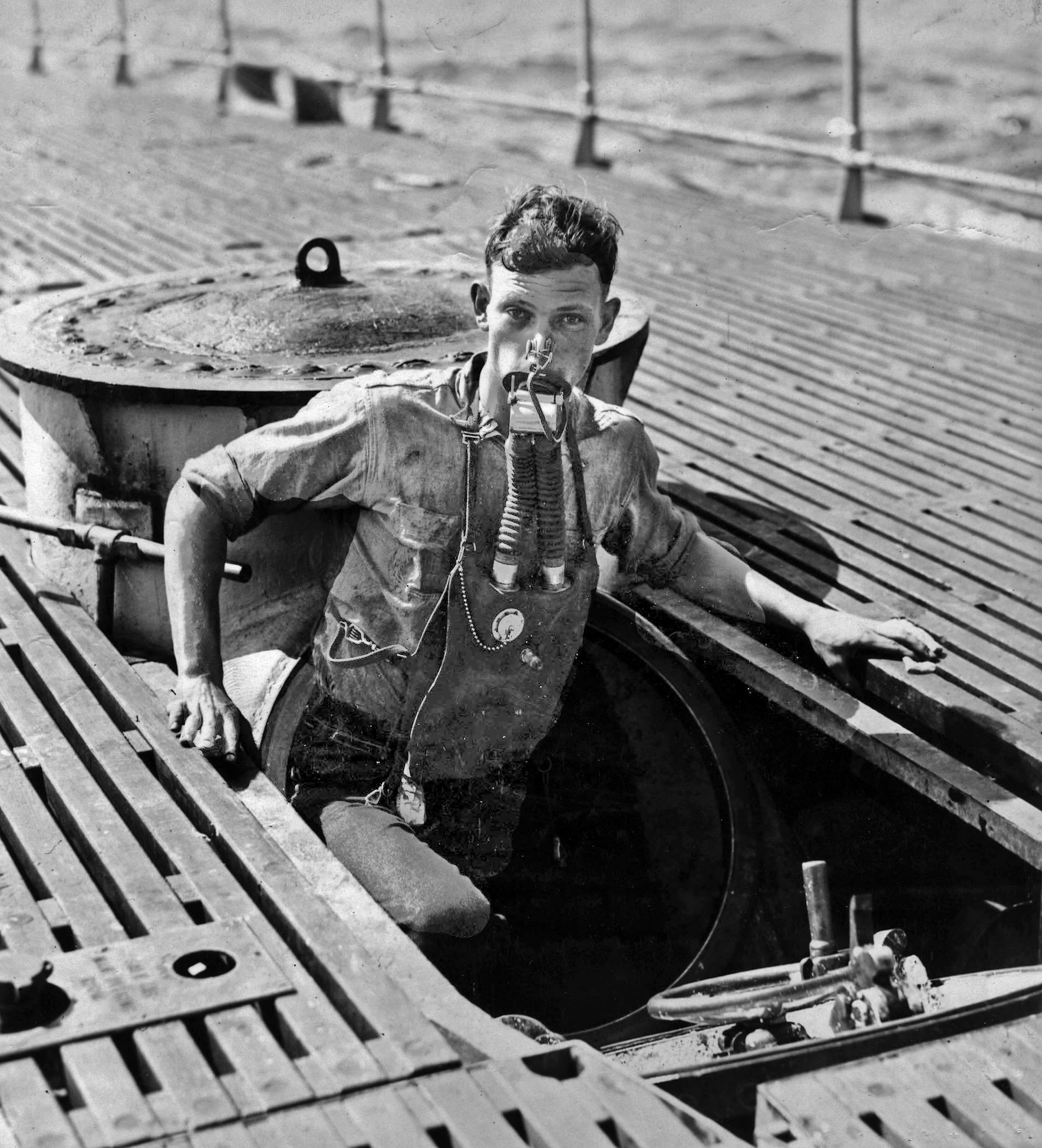
マンセン・ラング
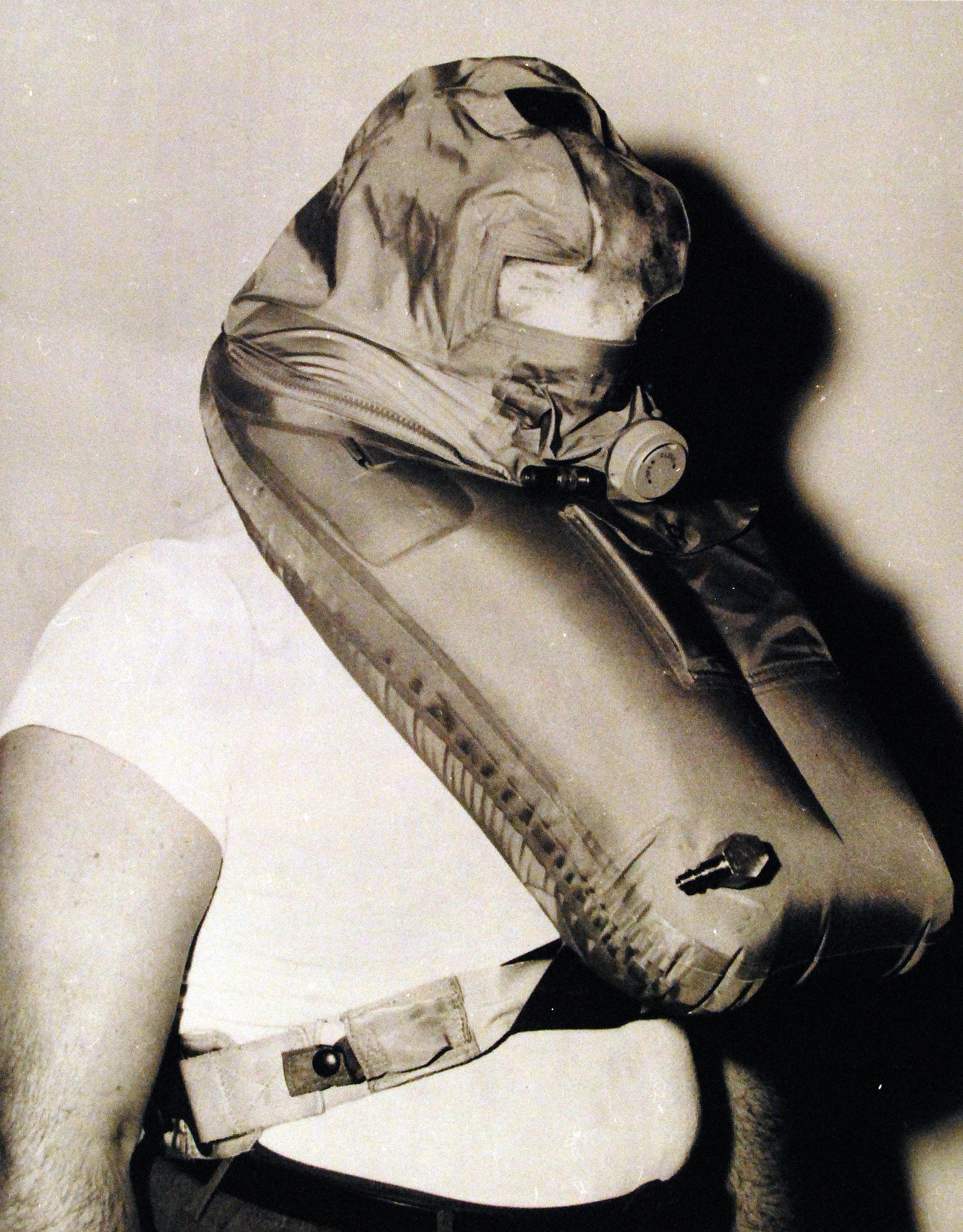
スタンキー・フード
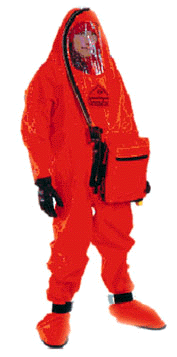
Submarine Escape Immersion Equipment Mk10
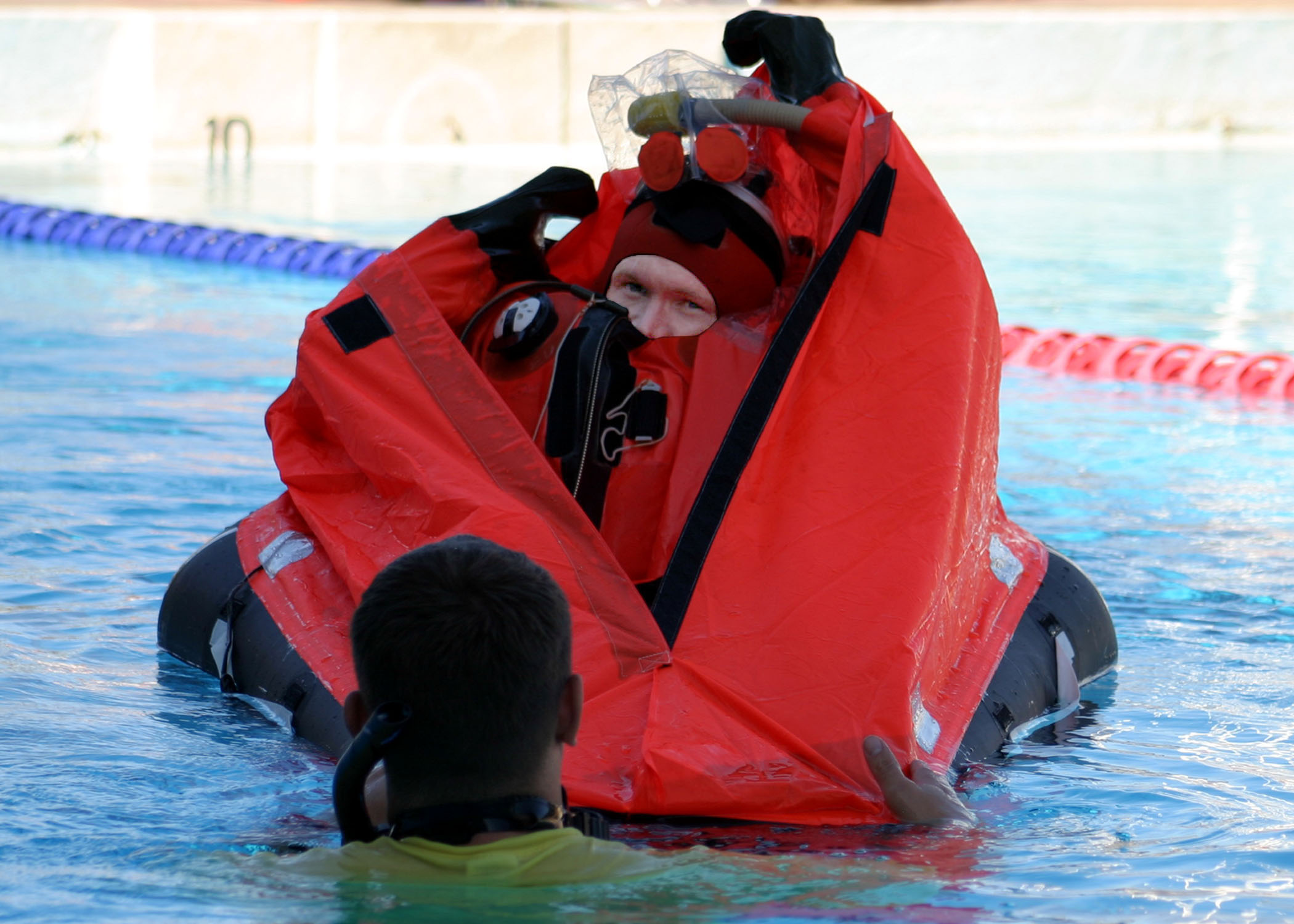
水上で救命ボートとなるSubmarine Escape Immersion Equipment Mk10
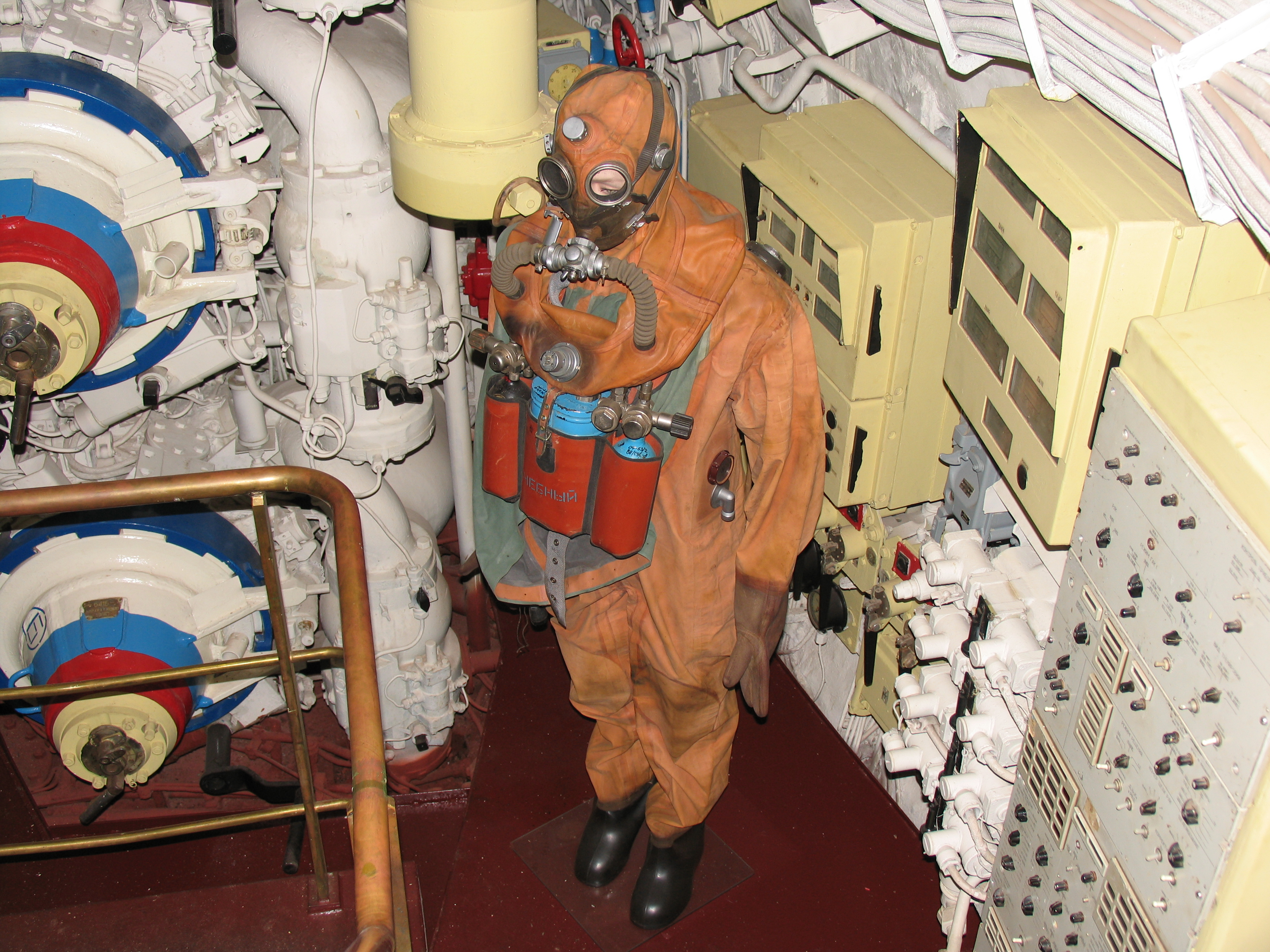
ロシア製ИСП-60

集団脱出方法
脱出ポッド
ドイツ、中国、ロシアの潜水艦に見られる脱出方式で船体の一部を脱出の際に切り離す方式である。
レスキューチャンバー方式
救助艇から救助用のレスキューチャンバーを下ろし、ダイバーなどの手助けを受けながら潜水艦に接続し、乗員をマッキャンチェンバー内に移動させ救出する方法である。乗員が大気圧で移動できるメリットはあるものの潜水艦救難艦を到着させるまでの時間の問題、海流や風の影響を受けながら救難艦を沈没潜水艦の真上に係留し続ける難易度など多くの課題がある。
深海救難艇方式
レスキューチャンバー方式のデメリットを解消するため、深海救難艇（DSRV）と呼ばれる潜水艦を直接救助に行かせる方式が考えられた。空輸が可能であり、捜索なども含め迅速な展開が可能となっている。

### 救助要請

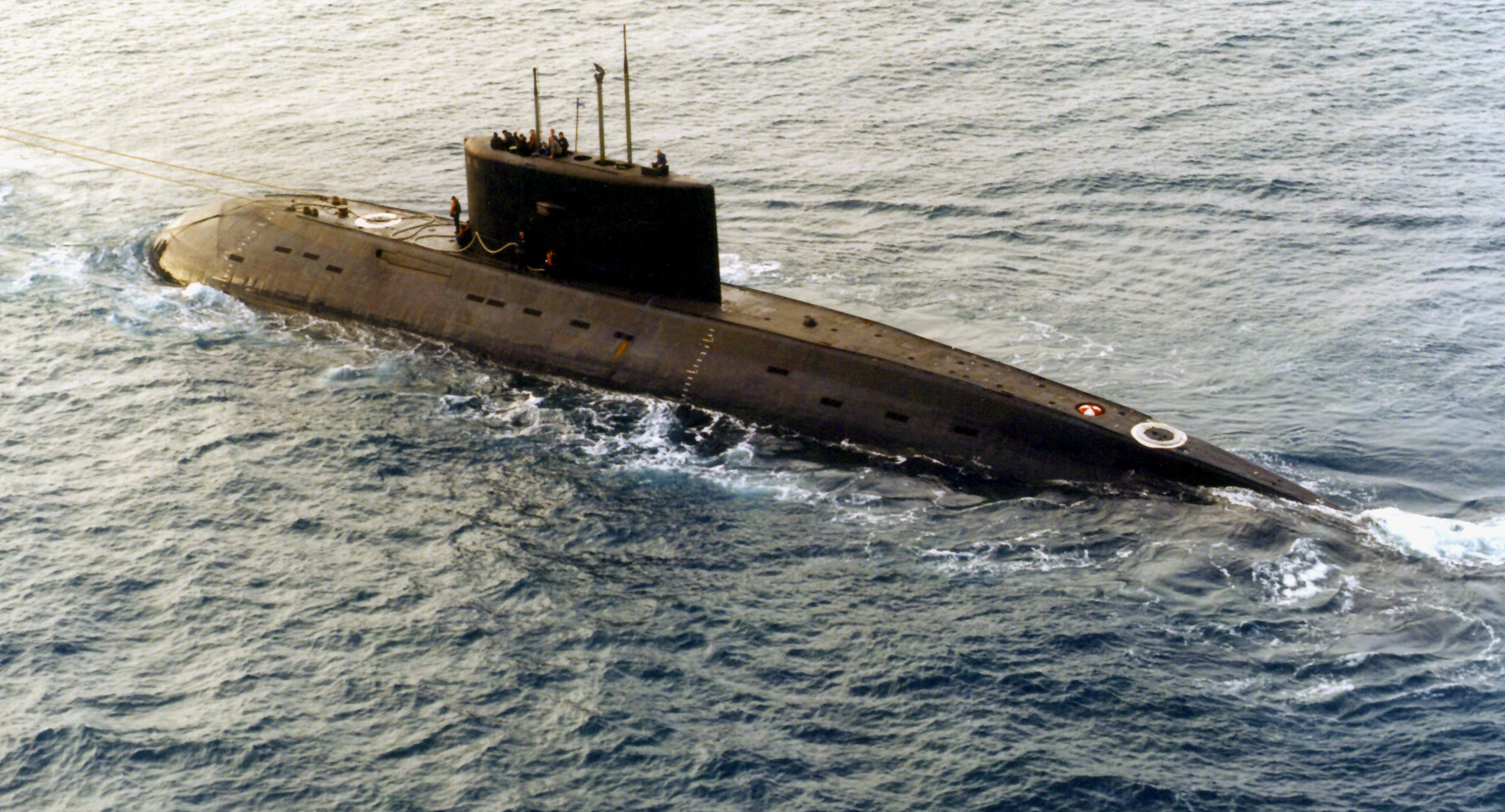
キロ型潜水艦の後部、白い丸のハッチ前に潜水艦救助要請ブイが確認できる。

沈没して外部へ助けを呼ぶために、潜水艦からブイが放出される。ブイには、通信機や場所を特定するための装備が搭載されている。
- 潜水艦救助要請ブイ（英語版）
- SLOT buoy（英語版） - 救助要請の無線「送信」だけを行う機能を持たせたブイ。

### 救助体制
- 捜索救難・水難救助、潜水艦救難艦
- 北大西洋条約機構潜水艦救助システム
- レスキュースイマー（英語版）、潜水士
- 日本の救助隊
- イギリス潜水艦空挺支援部隊（英語版） - イギリス海軍所属の潜水艦救助部隊。
- 潜水艦脱出訓練施設（英語版）
- 国際潜水艦脱出救難連絡事務局
- 国際航空海上捜索救助マニュアル（英語版）

## 組織・港
組織
- モンスーン戦隊

製造
- ナカシマプロペラ - 海上自衛隊の潜水艦推進装置は、ナカシマプロペラ社で製造。
- 三菱重工・神戸造船所・本工場／川崎重工・神戸工場 - 海上自衛隊の潜水艦は、この2つの工場で製造されている。
- アドミラルティ造船所 - ロシアの造船所
- ズヴェズダ造船所 - ロシアの造船所
- セヴマシュ -　ロシアで唯一原子力潜水艦を作れるロシア最大の造船会社
- ナバル・グループ - フランスの造船会社。通常・原子力潜水艦
- BAEシステムズ・サブマリンズ - イギリスの造船会社
- ハンティントン・インガルス・インダストリーズ - アメリカの造船会社

港
基地内には、整備のための乾ドック、船体の磁化を除去し敵の磁気センサーから逃れるための船体消磁作業がおこなわれるようになっている。
- Uボート・ブンカー
- 秘密基地 - 地下などに置かれることがあり、ネット上の地図にモザイクがかけられることもある。
- デヴォンポート海軍基地 - イギリス海軍
- ロング島 - フランス海軍

## 文化
展示
- 海上自衛隊呉史料館（てつのくじら館） - 海上自衛隊を退役したあきしおが展示されている。

登場作品
潜水艦映画がジャンルとして確立している。